# Élections à Boulogne-Billancourt
Cette page recense l'ensemble des votes, élections et référendums ayant eu lieu à la commune de Boulogne-Billancourt (Hauts-de-Seine).

## Élections municipales

### 1977
Maire sortant : Georges Gorse (RPR) 1971-1977
Résultats
- Premier tour

|               | Liste                           | Résultats |
| Aimé Halbeher | Union de la gauche (PCF-PS)     | 31,47 %   |
| Milhaud       | ECO                             | 11,50 %   |
| Georges Gorse | Union de l'opposition (RPR-UDF) | 57,02 %   |

Au premier tour, la liste Gorse capte 22 650 suffrages, contre 12 503 à la liste Halbeher et 4 569 à la liste Milhaud.

### 1983
| Tête de liste                                               | Tête de liste  | Liste          | Premier tour | Premier tour | Sièges |
| Tête de liste                                               | Tête de liste  | Liste          | Voix         | %            | Sièges |
| ----------------------------------------------------------- | -------------- | -------------- | ------------ | ------------ | ------ |
|                                                             | Georges Gorse* | RPR-UDF        | 30 304       | 73,51        | 48     |
| Union pour l'Avenir de Boulogne-Billancourt                 |                |                | 30 304       | 73,51        | 48     |
|                                                             | André Nicolas  | PS-PCF         | 10 282       | 24,94        | 7      |
| Boulogne-Billancourt Solidarités                            |                |                | 10 282       | 24,94        | 7      |
|                                                             | M. Deswarte    | EXG            | 633          | 1,53         | 0      |
| Liste ouvrière d'unité soutenue par le PC internationaliste |                |                | 633          | 1,53         | 0      |
| Inscrits                                                    | Inscrits       | Inscrits       | 59 881       | 100,00       |        |
| Abstentions                                                 | Abstentions    | Abstentions    | -            |              |        |
| Votants                                                     | Votants        | Votants        | -            |              |        |
| Blancs et nuls                                              | Blancs et nuls | Blancs et nuls | 633          | -            |        |
| Exprimés                                                    | Exprimés       | Exprimés       | 41 219       | -            |        |

### 1989
| Tête de liste                               | Tête de liste  | Liste          | Premier tour | Premier tour | Sièges |
| Tête de liste                               | Tête de liste  | Liste          | Voix         | %            | Sièges |
| ------------------------------------------- | -------------- | -------------- | ------------ | ------------ | ------ |
|                                             | Georges Gorse* | RPR-UDF        | 18 969       | 59,21        | 45     |
| Union pour l'Avenir de Boulogne-Billancourt |                |                | 18 969       | 59,21        | 45     |
|                                             | André Nicolas  | PS             | 7 437        | 23,21        | 6      |
| Boulogne-Billancourt Solidarités            |                |                | 7 437        | 23,21        | 6      |
|                                             | Jean Allard    | FN             | 3 467        | 10,82        | 3      |
| Boulogne-Billancourt Renaissance            |                |                | 3 467        | 10,82        | 3      |
|                                             | Robert Créange | PCF            | 2 166        | 6,76         | 1      |
| Rassemblement De La Gauche                  |                |                | 2 166        | 6,76         | 1      |
| Inscrits                                    | Inscrits       | Inscrits       | 59 285       | 100,00       |        |
| Abstentions                                 | Abstentions    | Abstentions    | -            |              |        |
| Votants                                     | Votants        | Votants        | 32 804       |              |        |
| Blancs et nuls                              | Blancs et nuls | Blancs et nuls | -            | -            |        |
| Exprimés                                    | Exprimés       | Exprimés       | 32 037       | -            |        |

### 1995
| Tête de liste  | Tête de liste        | Liste          | Premier tour | Premier tour | Second tour | Second tour | Sièges |
| Tête de liste  | Tête de liste        | Liste          | Voix         | %            | Voix        | %           | Sièges |
| -------------- | -------------------- | -------------- | ------------ | ------------ | ----------- | ----------- | ------ |
|                | Jean-Pierre Fourcade | UDF            | 13 364       | 42,38        | 16 666      | 55,37       | 43     |
|                |                      |                | 13 364       | 42,38        | 16 666      | 55,37       | 43     |
|                | Pierre Gaborit       | PS-PCF-LV      | 7 202        | 22,84        | 8 006       | 26,60       | 7      |
|                |                      |                | 7 202        | 22,84        | 8 006       | 26,60       | 7      |
|                | Paul Graziani*       | RPR            | 6 734        | 21,35        | 5 425       | 18,02       | 5      |
|                |                      |                | 6 734        | 21,35        | 5 425       | 18,02       | 5      |
|                | Jean Allard          | FN             | 2 622        | 8,31         |             |             |        |
|                |                      |                | 2 622        | 8,31         |             |             |        |
|                | M. Gruny             | RPR diss.      | 1 612        | 5,11         |             |             |        |
|                |                      |                | 1 612        | 5,11         |             |             |        |
| Inscrits       | Inscrits             | Inscrits       | 58 610       | 100,00       | 58 600      | 100,00      |        |
| Abstentions    | Abstentions          | Abstentions    | -            | 45,29        | -           | 47,38       |        |
| Votants        | Votants              | Votants        | -            | 54,71        | 30 815      | 52,62       |        |
| Blancs et nuls | Blancs et nuls       | Blancs et nuls | -            | -            | -           | -           |        |
| Exprimés       | Exprimés             | Exprimés       | 33 534       | -            | 30 097      | -           |        |

### 2001
| Tête de liste  | Tête de liste          | Liste          | Premier tour | Premier tour | Second tour | Second tour | Sièges |
| Tête de liste  | Tête de liste          | Liste          | Voix         | %            | Voix        | %           | Sièges |
| -------------- | ---------------------- | -------------- | ------------ | ------------ | ----------- | ----------- | ------ |
|                | Jean-Pierre Fourcade * | UDF-RPR        | 14 257       | 49,64        | 17 836      | 66,08       | 46     |
|                |                        |                | 14 257       | 49,64        | 17 836      | 66,08       | 46     |
|                | Pierre Gaborit         | PS-PCF-LV      | 7 255        | 25,26        | 9 155       | 33,92       | 9      |
|                |                        |                | 7 255        | 25,26        | 9 155       | 33,92       | 9      |
|                | Pascal Louap           | UDF diss.      | 4 957        | 17,26        |             |             |        |
|                |                        |                | 4 957        | 17,26        |             |             |        |
|                | Eric du Reau           | FN             | 1 313        | 4,57         |             |             |        |
|                |                        |                | 1 313        | 4,57         |             |             |        |
|                | Olivier Pichon         | MNR            | 941          | 3,28         |             |             |        |
|                |                        |                | 941          | 3,28         |             |             |        |
| Inscrits       | Inscrits               | Inscrits       | 58 122       | 100,00       | 58 122      | 100,00      |        |
| Abstentions    | Abstentions            | Abstentions    | 28 440       | 48,93        | 29 998      | 48,39       |        |
| Votants        | Votants                | Votants        | 29 682       | 51,07        | 28 124      | 48,39       |        |
| Blancs et nuls | Blancs et nuls         | Blancs et nuls | 959          | 3,23         | 1 133       | 4,03        |        |
| Exprimés       | Exprimés               | Exprimés       | 28 723       | 96,77        | 326 991     | 95,97       |        |

Parmi les neufs élus du groupe de gauche, six sont rattachés au Parti socialiste, deux aux Verts, et un au Parti communiste français.

### 2008
| Tête de liste                                               | Tête de liste              | Liste                    | Premier tour | Premier tour | Second tour | Second tour | Sièges |
| Tête de liste                                               | Tête de liste              | Liste                    | Voix         | %            | Voix        | %           | Sièges |
| ----------------------------------------------------------- | -------------------------- | ------------------------ | ------------ | ------------ | ----------- | ----------- | ------ |
|                                                             | Pierre-Christophe Baguet * | UMP-UDI-MoDem-NC-PCD-MPF | 14 725       | 42,52        | 15 080      | 44,28       | 40     |
| Liste majorité rassemblée pour Boulogne-Billancourt         |                            |                          | 14 725       | 42,52        | 15 080      | 44,28       | 40     |
|                                                             | Jean-Pierre Fourcade       | DVD                      | 10 527       | 30,40        | 11 886      | 34,90       | 10     |
| Unis pour Boulogne Billancourt                              |                            |                          | 10 527       | 30,40        | 11 886      | 34,90       | 10     |
|                                                             | Marie-Hélène Vouette       | PS-PCF-LV                | 6 660        | 19,23        | 7 091       | 20,82       | 5      |
| Boulogne Billancourt, une ville à vivre, une ville d'avenir |                            |                          | 6 660        | 19,23        | 7 091       | 20,82       | 5      |
|                                                             | Sylvain Canet              | MoDem                    | 2 718        | 7,85         |             |             |        |
| MoDem - Les Boulonnais en mouvement                         |                            |                          | 2 718        | 7,85         |             |             |        |
|                                                             |                            |                          |              |              |             |             |        |
| Inscrits                                                    | Inscrits                   | Inscrits                 | 66 221       | 100,00       | 66 059      | 100,00      |        |
| Abstentions                                                 | Abstentions                | Abstentions              | 31 103       | 46,97        | 31 497      | 47,68       |        |
| Votants                                                     | Votants                    | Votants                  | 35 118       | 53,03        | 34 562      | 52,32       |        |
| Blancs et nuls                                              | Blancs et nuls             | Blancs et nuls           | 488          | 1,39         | 505         | 1,46        |        |
| Exprimés                                                    | Exprimés                   | Exprimés                 | 34 630       | 98,61        | 34 057      | 95,77       |        |

### 2014
| Tête de liste                                                                                                   | Tête de liste              | Liste                    | Premier tour | Premier tour | Second tour | Second tour | Sièges |  |
| Tête de liste                                                                                                   | Tête de liste              | Liste                    | Voix         | %            | Voix        | %           | Sièges |  |
| --- | -------------------------- | ------------------------ | ------------ | ------------ | ----------- | ----------- | ------ |  |
| | Pierre-Christophe Baguet * | UMP-UDI-MoDem-NC-PCD-MPF | 18 744       | 48,76        | 20 641      | 57,84       | 44     |  |
| Majorité rassemblée pour Boulogne-Billancourt ump-udi-mouvement démocrate- nouveau centre-parti radical-pcd-mpf |                            |                          | 18 744       | 48,76        | 20 641      | 57,84       | 44     |  |
| | Pierre-Mathieu Duhamel     | DVD                      | 10 731       | 27,91        | 9 534       | 26,72       | 7      |  |
| Un vrai projet pour Boulogne-Billancourt                                                                        |                            |                          | 10 731       | 27,91        | 9 534       | 26,72       | 7      |  |
| | Pierre Gaborit             | PS-EELV-MRC              | 5 269        | 13,71        | 5 506       | 15,43       | 4      |  |
| La ville citoyenne                                                                                              |                            |                          | 5 269        | 13,71        | 5 506       | 15,43       | 4      |  |
| | Julien Dufour              | FN                       | 2 378        | 6,19         |             |             |        |  |
| Boulogne Billancourt bleu Marine                                                                                |                            |                          | 2 378        | 6,19         |             |             |        |  |
| | Isabelle Goïtia            | FG                       | 1 321        | 3,44         |             |             |        |  |
| L'humain d'abord à Boulogne-Billancourt                                                                         |                            |                          | 1 321        | 3,44         |             |             |        |  |
| |                            |                          |              |              |             |             |        |  |
| Inscrits | Inscrits                   | Inscrits                 | 72 373       | 100,00       | 72 373      | 100,00      |        |  |
| Abstentions | Abstentions                | Abstentions              | 32 909       | 45,47        | 35 624      | 49,22       |        |  |
| Votants | Votants                    | Votants                  | 39 464       | 54,53        | 36 749      | 50,78       |        |  |
| Blancs et nuls                                                                                                  | Blancs et nuls             | Blancs et nuls           | 1 021        | 2,59         | 1 068       | 2,91        |        |  |
| Exprimés | Exprimés                   | Exprimés                 | 38 443       | 97,41        | 35 681      | 97,09       |        |  |
| * Liste du maire sortant                                                                                        |                            |                          |              |              |             |             |        |  |

### 2020
|                                                |                          |                                             |              |              |        |        |  |  |  |
| Tête de liste                                  | Tête de liste            | Liste                                       | Premier tour | Premier tour | Sièges | Sièges |  |  |  |
| Tête de liste                                  | Tête de liste            | Liste                                       | Voix         | %            | CM     | CC     |  |  |  |
|                                                | Pierre-Christophe Baguet | LR-MoDem-LC-MR-PA-SL-UDI                    | 14 166       | 56,05        | 45     | 3      |  |  |  |
| Boulogne-Billancourt, la ville plus facile     |                          |                                             | 14 166       | 56,05        | 45     | 3      |  |  |  |
|                                                | Antoine de Jerphanion    | DVD                                         | 4 023        | 15,91        | 4      | 0      |  |  |  |
| Avec vous, pour Boulogne-Billancourt           |                          |                                             | 4 023        | 15,91        | 4      | 0      |  |  |  |
|                                                | Evangelos Vatzias        | LREM-Agir                                   | 2 426        | 9,59         | 2      | 0      |  |  |  |
| Une nouvelle énergie pour Boulogne-Billancourt |                          |                                             | 2 426        | 9,59         | 2      | 0      |  |  |  |
|                                                | Judith Shan              | PS-Les Radicaux de gauche ou LRDG-ND-PP-UDE | 2 035        | 8,05         | 2      | 0      |  |  |  |
| Nous sommes Boulogne                           |                          |                                             | 2 035        | 8,05         | 2      | 0      |  |  |  |
|                                                | Pauline Rapilly Ferniot  | EELV-Ecolo-DiEM25                           | 1 964        | 7,77         | 2      | 0      |  |  |  |
| L'écologie pour Boulogne-Billancourt           |                          |                                             | 1 964        | 7,77         | 2      | 0      |  |  |  |
|                                                | Isabelle Goïtia          | PCF-G.s-FI-DVG                              | 659          | 2,60         | 0      | 0      |  |  |  |
| Boulogne-Billancourt Solidaire et Humaine      |                          |                                             | 659          | 2,60         | 0      | 0      |  |  |  |
|                                                |                          |                                             |              |              |        |        |  |  |  |
| Votes valides                                  | Votes valides            | Votes valides                               | 25 273       | 98,63        |        |        |  |  |  |
| Votes blancs et nuls                           | Votes blancs et nuls     | Votes blancs et nuls                        | 350          | 1,37         |        |        |  |  |  |
| Total                                          | Total                    | Total                                       | 25 623       | 100          | 55     | 3      |  |  |  |
| Abstention                                     | Abstention               | Abstention                                  | 45 385       | 63,92        |        |        |  |  |  |
| Inscrits / participation                       | Inscrits / participation | Inscrits / participation                    | 71 008       | 36,08        |        |        |  |  |  |

Résultats par quartiers administratifs 
| Quartier                     | PCF    | EELV    | PS   | LREM    | DVD        | LR     |
| Quartier                     | Goïtia | Rapilly | Shan | Vatzias | Jerphanion | Baguet |
| ---------------------------- | ------ | ------- | ---- | ------- | ---------- | ------ |
| Quartier                     |        |         |      |         |            |        |
| Total                        | 2,6    | 7,8     | 8,1  | 9,6     | 15,9       | 56,1   |
| Parchamp Albert-Khan         | 1,3    | 6,3     | 6    | 11,6    | 17,6       | 57,2   |
| Les Princes - Marmottan      | 1,8    | 7,2     | 5,8  | 9,9     | 15,6       | 59,7   |
| Centre-ville                 | 1,9    | 8,1     | 7,9  | 8,9     | 16         | 57,2   |
| Silly-Gallieni               | 2,7    | 7,6     | 7,6  | 9,8     | 18         | 54,4   |
| République Point-du-Jour     | 3,1    | 8,5     | 9,6  | 9,4     | 13,7       | 55,6   |
| Billancourt - Rives-de-Seine | 4,3    | 8,2     | 10,8 | 9,2     | 16,6       | 50,9   |

## Élections cantonales puis départementales

### 1988

#### Canton de Boulogne-Billancourt-Nord-Est
- Conseiller général sortant : Georges Gorse (RPR)

| Candidats            | Candidats                | Étiquette      | Premier tour | Premier tour | Second tour | Second tour |
| Candidats            | Candidats                | Étiquette      | Voix         | %            | Voix        | %           |
| -------------------- | ------------------------ | -------------- | ------------ | ------------ | ----------- | ----------- |
|                      | Gérard de Vassal-Sineuil | CNIP           | 2 818        | 44,49        | 2 932       | 55,91       |
|                      |                          | UDF            | 1 812        | 28,61        | 2 312       | 44,09       |
|                      |                          | PS             | 1 023        | 16,15        |             |             |
|                      |                          | FN             | 440          | 6,95         |             |             |
|                      |                          | PCF            | 241          | 4,80         |             |             |
|                      |                          |                |              |              |             |             |
| Inscrits             | Inscrits                 | Inscrits       | 16 957       | 100,00       | 16 957      | 100,00      |
| Abstentions          | Abstentions              | Abstentions    | 10 550       | 68,22        | 11 367      | 66,03       |
| Votants              | Votants                  | Votants        | 6 407        | 37,78        | 5 590       | 32,97       |
| Blancs et nuls       | Blancs et nuls           | Blancs et nuls | 73           | 1,14         | 346         | 6,19        |
| Exprimés             | Exprimés                 | Exprimés       | 6 334        | 98,86        | 5 244       | 93,81       |
| * conseiller sortant |                          |                |              |              |             |             |

#### Canton de Boulogne-Billancourt-Sud
- Conseiller général sortant : Georges Duhamel (UMP)

| Candidats            | Candidats        | Étiquette      | Premier tour | Premier tour | Deuxième tour | Deuxième tour |
| Candidats            | Candidats        | Étiquette      | Voix         | %            | Voix          | %             |
| -------------------- | ---------------- | -------------- | ------------ | ------------ | ------------- | ------------- |
|                      | Georges Duhamel* | RPR            | 4 409        | 54,86        | 4 939         | 66,36         |
|                      |                  | PS             | 1 966        | 24,46        | 2 858         | 36,64         |
|                      |                  | FN             | 874          | 10,87        |               |               |
|                      |                  | PCF            | 760          | 9,46         |               |               |
|                      |                  | EXD            | 28           | 0,35         |               |               |
|                      |                  |                |              |              |               |               |
| Inscrits             | Inscrits         | Inscrits       | 23 465       | 100,00       | 23 465        | 100,00        |
| Abstentions          | Abstentions      | Abstentions    | 15 334       | 65,35        | 15 492        | 66,02         |
| Votants              | Votants          | Votants        | 8 131        | 34,65        | 7 973         | 33,98         |
| Blancs et nuls       | Blancs et nuls   | Blancs et nuls | 94           | 1,16         | 178           | 2,23          |
| Exprimés             | Exprimés         | Exprimés       | 8 037        | 98,84        | 7 795         | 97,77         |
| * conseiller sortant |                  |                |              |              |               |               |

### Canton de Boulogne-Billancourt-Nord-Ouest
|                                     | Vincent Tauzin* | RPR            | 6 147  | 52,01  |
|                                     | Gisele Pujo     | PS             | 1 557  | 13,17  |
|                                     | Alain Vauthier  | FN             | 1 543  | 13,06  |
|                                     | Mathieu Glayman | GE             | 774    | 6,55   |
|                                     | Daniel Gacoin   | Majorité       | 697    | 5,90   |
|                                     | Didier Hervo    | Verts          | 591    | 5,00   |
|                                     | Gérard Le Bihan | PCF            | 509    | 4,31   |
| Inscrits                            | Inscrits        | Inscrits       | 18 706 | 100,00 |
| Abstention                          | Abstention      | Abstention     | 6 555  | 35,04  |
| Votants                             | Votants         | Votants        | 12 151 | 64,96  |
| Blancs et nuls                      | Blancs et nuls  | Blancs et nuls | 333    | 2,74   |
| Exprimés                            | Exprimés        | Exprimés       | 11 818 | 97,26  |
| Sources : Ministère de l'Intérieur. |                 |                |        |        |

### 1994

#### Canton de Boulogne-Billancourt-Nord-Est
- Conseiller général sortant : Gérard de Vassal-Sineuil (CNIP)

|                      | Gérard de Vassal-Sineuil | CNIP           | 4 223  | 61,71  |  |  |  |  |  |  |  |
|                      | Gisèle Pujo              | PS             | 1 552  | 22,68  |  |  |  |  |  |  |  |
|                      | Alain Vauthier           | FN             | 770    | 11,25  |  |  |  |  |  |  |  |
|                      | Jacques Guillot          | PCF            | 298    | 4,35   |  |  |  |  |  |  |  |
| Inscrits             | Inscrits                 | Inscrits       | 15 416 | 100,00 |  |  |  |  |  |  |  |
| Abstentions          | Abstentions              | Abstentions    | 8 320  | 53,97  |  |  |  |  |  |  |  |
| Votants              | Votants                  | Votants        | 7 096  | 46,03  |  |  |  |  |  |  |  |
| Blancs et nuls       | Blancs et nuls           | Blancs et nuls | 253    | 3,57   |  |  |  |  |  |  |  |
| Exprimés             | Exprimés                 | Exprimés       | 6 843  | 96,43  |  |  |  |  |  |  |  |
| * conseiller sortant |                          |                |        |        |  |  |  |  |  |  |  |

#### Canton de Boulogne-Billancourt-Sud
- Conseiller général sortant : Francis Choisel (UMP)

| Candidats            | Candidats                | Étiquette      | Premier tour | Premier tour | Second tour | Second tour |
| Candidats            | Candidats                | Étiquette      | Voix         | %            | Voix        | %           |
| -------------------- | ------------------------ | -------------- | ------------ | ------------ | ----------- | ----------- |
|                      | Francis Choisel*         | RPR            | 2 342        | 21,92        | 5 032       | 54,91       |
|                      | André Nicolas            | PS             | 2 007        | 18,79        | 4 132       | 45,09       |
|                      | Georges Duhamel          | DVD            | 1 934        | 18,11        |             |             |
|                      | Pierre-Christophe Baguet | UDF            | 1 868        | 17,49        |             |             |
|                      | Jean Allard              | FN             | 1 073        | 10,04        |             |             |
|                      | Robert Créange           | PCF            | 859          | 8,04         |             |             |
|                      | Monique Cherrier         | LV             | 599          | 5,61         |             |             |
|                      |                          |                |              |              |             |             |
| Inscrits             | Inscrits                 | Inscrits       | 21 745       | 100,00       | 21 745      | 100,00      |
| Abstentions          | Abstentions              | Abstentions    | 10 767       | 49,51        | 11 991      | 54,78       |
| Votants              | Votants                  | Votants        | 10 978       | 50,49        | 9 834       | 45,22       |
| Blancs et nuls       | Blancs et nuls           | Blancs et nuls | 296          | 2,70         | 670         | 6,81        |
| Exprimés             | Exprimés                 | Exprimés       | 10 682       | 97,30        | 9 164       | 93,19       |
| * conseiller sortant |                          |                |              |              |             |             |

### 1998

#### Canton de Boulogne-Billancourt-Nord-Ouest
- Conseiller général sortant : Vincent Tauzin (RPR)

|                      | Henri Ricard         | RPR            | 5 435  | 53,26  |  |  |  |  |  |  |  |
|                      | Marie-Hélène Vouette | PS             | 2 348  | 23,01  |  |  |  |  |  |  |  |
|                      | Olivier Pichon       | FN             | 1 216  | 11,91  |  |  |  |  |  |  |  |
|                      | Frédéric Kit         | LV             | 486    | 4,76   |  |  |  |  |  |  |  |
|                      | Marc Hunsinger       | DVD            | 378    | 3,64   |  |  |  |  |  |  |  |
|                      | Tony Puech           | PCF            | 348    | 3,41   |  |  |  |  |  |  |  |
| Inscrits             | Inscrits             | Inscrits       | 19 851 | 100,00 |  |  |  |  |  |  |  |
| Abstentions          | Abstentions          | Abstentions    | 9 395  | 47,33  |  |  |  |  |  |  |  |
| Votants              | Votants              | Votants        | 10 456 | 52,67  |  |  |  |  |  |  |  |
| Blancs et nuls       | Blancs et nuls       | Blancs et nuls | 252    | 2,41   |  |  |  |  |  |  |  |
| Exprimés             | Exprimés             | Exprimés       | 10 204 | 97,59  |  |  |  |  |  |  |  |
| * conseiller sortant |                      |                |        |        |  |  |  |  |  |  |  |

### 2001

#### Canton de Boulogne-Billancourt-Nord-Est
- Conseiller général sortant : Gérard de Vassal-Sineuil (CNIP)

|                      | Pierre-Christophe Baguet | UDF            | 4 523  | 62,34  |  |  |  |  |  |  |  |
|                      | Arnaud Jutier            | PS             | 2 928  | 32,68  |  |  |  |  |  |  |  |
|                      | Gérard Caussac           | LV             | 794    | 10,94  |  |  |  |  |  |  |  |
|                      | Olivier Pichon           | MNR            | 336    | 4,63   |  |  |  |  |  |  |  |
|                      | Franck Landouc'h         | FN             | 317    | 4,37   |  |  |  |  |  |  |  |
|                      | Marie-Claude Willard     | PCF            | 183    | 2,52   |  |  |  |  |  |  |  |
|                      | Patrick Quentin          | RPR            | 0      | 0,00   |  |  |  |  |  |  |  |
| Inscrits             | Inscrits                 | Inscrits       | 15 577 | 100,00 |  |  |  |  |  |  |  |
| Abstentions          | Abstentions              | Abstentions    | 8 112  | 52,08  |  |  |  |  |  |  |  |
| Votants              | Votants                  | Votants        | 7 465  | 47,92  |  |  |  |  |  |  |  |
| Blancs et nuls       | Blancs et nuls           | Blancs et nuls | 210    | 2,81   |  |  |  |  |  |  |  |
| Exprimés             | Exprimés                 | Exprimés       | 7 255  | 97,19  |  |  |  |  |  |  |  |
| * conseiller sortant |                          |                |        |        |  |  |  |  |  |  |  |

#### Canton de Boulogne-Billancourt-Sud
- Conseiller général sortant : Francis Choisel (UMP)

| Candidats            | Candidats            | Étiquette      | Premier tour | Premier tour | Second tour | Second tour |
| Candidats            | Candidats            | Étiquette      | Voix         | %            | Voix        | %           |
| -------------------- | -------------------- | -------------- | ------------ | ------------ | ----------- | ----------- |
|                      | Marie-Hélène Vouette | PS             | 2 959        | 27,84        | 4 378       | 43,10       |
|                      | Francis Choisel*     | RPF            | 2 931        | 27,57        | 5 781       | 56,92       |
|                      | Jean-Michel Cohen    | RPR            | 2 781        | 26,16        |             |             |
|                      | Eric du Reau         | FN             | 690          | 6,49         |             |             |
|                      | Isabelle Goïtia      | PCF            | 539          | 5,07         |             |             |
|                      | Laurence Viguié      | LO             | 414          | 3,89         |             |             |
|                      | Christiane Neel      | MNR            | 316          | 2,97         |             |             |
|                      |                      |                |              |              |             |             |
| Inscrits             | Inscrits             | Inscrits       | 22 798       | 100,00       | 22 798      | 100,00      |
| Abstentions          | Abstentions          | Abstentions    | 11 805       | 51,78        | 12 252      | 53,74       |
| Votants              | Votants              | Votants        | 10 993       | 48,22        | 10 546      | 46,26       |
| Blancs et nuls       | Blancs et nuls       | Blancs et nuls | 363          | 3,30         | 389         | 3,69        |
| Exprimés             | Exprimés             | Exprimés       | 10 630       | 96,70        | 10 157      | 96,31       |
| * conseiller sortant |                      |                |              |              |             |             |

### 2004

#### Canton de Boulogne-Billancourt-Nord-Ouest
| Candidats                           | Candidats          | Étiquette      | Premier tour | Premier tour | Second tour | Second tour |
| Candidats                           | Candidats          | Étiquette      | Voix         | %            | Voix        | %           |
| ----------------------------------- | ------------------ | -------------- | ------------ | ------------ | ----------- | ----------- |
|                                     | Thierry Solère     | UMP            | 4 578        | 37,60        | 8 202       | 66,02       |
|                                     | Henri Ricard       | DVD            | 3 019        | 24,80        |             |             |
|                                     | Marc Fusina        | PS             | 2 373        | 19,49        | 4 221       | 33,98       |
|                                     | Eric Reau Du       | FN             | 890          | 7,31         |             |             |
|                                     | Alain Mathioudakis | Verts          | 796          | 6,54         |             |             |
|                                     | Isabelle Goitia    | PCF            | 272          | 2,23         |             |             |
|                                     | Hélène Janisset    | LO             | 164          | 1,35         |             |             |
|                                     | Nadège Marie       | LCR            | 82           | 0,67         |             |             |
| Inscrits                            | Inscrits           | Inscrits       | 20 210       | 100,00       | 20 209      | 100,00      |
| Abstention                          | Abstention         | Abstention     | 7 797        | 38,58        | 7 209       | 35,67       |
| Votants                             | Votants            | Votants        | 12 413       | 61,42        | 13 000      | 64,33       |
| Blancs et nuls                      | Blancs et nuls     | Blancs et nuls | 239          | 1,93         | 577         | 4,44        |
| Exprimés                            | Exprimés           | Exprimés       | 12 174       | 98,07        | 12 423      | 95,56       |
| Sources : Ministère de l'Intérieur. |                    |                |              |              |             |             |

### 2008

#### Canton de Boulogne-Billancourt-Nord-Est
- Conseiller général sortant : Pierre-Christophe Baguet (UMP)

|                      | Marie-France de Rose   | UMP            | 3 934  | 43,87  | 4 364  | 55,02  |  |  |  |  |  |
|                      | Dorothée Pineau        | DVD            | 2 928  | 32,68  | 3 567  | 44,98  |  |  |  |  |  |
|                      | Sébastien Scognamiglio | LV             | 1 765  | 19,68  |        |        |  |  |  |  |  |
|                      | Eric du Reau           | FN             | 340    | 3,79   |        |        |  |  |  |  |  |
|                      |                        |                |        |        |        |        |  |  |  |  |  |
| Inscrits             | Inscrits               | Inscrits       | 17 656 | 100,00 | 17 657 | 100,00 |  |  |  |  |  |
| Abstentions          | Abstentions            | Abstentions    | 8 422  | 47,70  | 8 747  | 49,52  |  |  |  |  |  |
| Votants              | Votants                | Votants        | 9 234  | 52,30  | 8 910  | 50,46  |  |  |  |  |  |
| Blancs et nuls       | Blancs et nuls         | Blancs et nuls | 267    | 2,89   | 979    | 10,99  |  |  |  |  |  |
| Exprimés             | Exprimés               | Exprimés       | 8 967  | 97,11  | 7 931  | 89,01  |  |  |  |  |  |
| * conseiller sortant |                        |                |        |        |        |        |  |  |  |  |  |

#### Canton de Boulogne-Billancourt-Sud
- Conseiller général sortant : Francis Choisel (UMP)

| Candidats            | Candidats         | Étiquette      | Premier tour | Premier tour | Second tour | Second tour |
| Candidats            | Candidats         | Étiquette      | Voix         | %            | Voix        | %           |
| -------------------- | ----------------- | -------------- | ------------ | ------------ | ----------- | ----------- |
|                      | Pierre Gaborit    | PS             | 4 216        | 33,01        | 5 513       | 44,56       |
|                      | Marie-Laude Godin | NC             | 4 014        | 31,43        | 6 860       | 55,44       |
|                      | Francis Choisel*  | UMP            | 3 428        | 26,84        |             |             |
|                      | Isabelle Goïtia   | PCF            | 648          | 5,07         |             |             |
|                      | Jean Allard       | FN             | 464          | 3,63         |             |             |
|                      |                   |                |              |              |             |             |
| Inscrits             | Inscrits          | Inscrits       | 26 223       | 100,00       | 26 223      | 100,00      |
| Abstentions          | Abstentions       | Abstentions    | 12 870       | 49,08        | 13 143      | 50,13       |
| Votants              | Votants           | Votants        | 13 353       | 50,93        | 13 080      | 49,88       |
| Blancs et nuls       | Blancs et nuls    | Blancs et nuls | 583          | 4,37         | 707         | 5,41        |
| Exprimés             | Exprimés          | Exprimés       | 12 770       | 95,63        | 12 373      | 94,59       |
| * conseiller sortant |                   |                |              |              |             |             |

| Bureau    | PCF    | PS      | NC    | UMP     | FN     |
| Bureau    | Goïtia | Gaborit | Godin | Choisel | Allard |
| --------- | ------ | ------- | ----- | ------- | ------ |
| Bureau    |        |         |       |         |        |
| Total     | 5,1    | 33      | 31,4  | 26,8    | 3,6    |
| Bureau 40 | 3,8    | 30,3    | 32,8  | 26,6    | 4,4    |
| Bureau 41 | 3      | 32,5    | 32,1  | 28,8    | 3,6    |
| Bureau 42 | 3      | 31,8    | 36,2  | 24,1    | 5      |
| Bureau 43 | 2,9    | 31,5    | 31,3  | 32,4    | 1,9    |
| Bureau 44 | 2,9    | 25,6    | 35    | 33,1    | 3,5    |
| Bureau 45 | 2,5    | 25,7    | 39,8  | 26,8    | 3,3    |
| Bureau 46 | 3,3    | 24,9    | 37,4  | 30      | 4,4    |
| Bureau 47 | 4,3    | 28,7    | 35,1  | 26,8    | 5,1    |
| Bureau 48 | 4,6    | 32,1    | 34,9  | 25,3    | 3,1    |
| Bureau 49 | 2,7    | 31,6    | 30,9  | 29,7    | 5,1    |
| Bureau 50 | 2,9    | 23,6    | 41    | 27,7    | 4,8    |
| Bureau 51 | 2      | 28,3    | 40,1  | 27,7    | 2      |
| Bureau 52 | 3,4    | 30,8    | 34,3  | 29,3    | 2,2    |
| Bureau 53 | 3,5    | 30,4    | 33,5  | 29,6    | 3,1    |
| Bureau 54 | 7,1    | 32,6    | 32,6  | 24,4    | 3,4    |
| Bureau 55 | 3,1    | 27,7    | 37,7  | 28      | 3,5    |
| Bureau 56 | 3,9    | 33,2    | 31,2  | 27,3    | 4,5    |
| Bureau 57 | 19,7   | 40,4    | 15,1  | 18,3    | 6,4    |
| Bureau 58 | 10,8   | 40,8    | 21,6  | 21,8    | 5      |
| Bureau 59 | 5,8    | 45,5    | 27,1  | 19,4    | 2,3    |
| Bureau 60 | 9,4    | 39,8    | 21,2  | 25,7    | 3,9    |
| Bureau 61 | 6,9    | 47,6    | 22,2  | 21,7    | 1,7    |
| Bureau 62 | 12,5   | 40,7    | 21,5  | 22,1    | 3,2    |
| Bureau 63 | 3      | 35,2    | 29,6  | 29,6    | 2,7    |
| Bureau 64 | 5,9    | 40,4    | 28,2  | 22,5    | 3,1    |
| Bureau 65 | 4,1    | 36,4    | 29,4  | 25,5    | 4,6    |
| Bureau 66 | 4,4    | 33,8    | 32,7  | 26,8    | 2,3    |

### 2011

#### Canton de Boulogne-Billancourt-Nord-Ouest
- Conseiller général sortant : Thierry Solère (UMP)

|                      | Thierry Solère* | UMP            | 3 214  | 45,93  | 4 294  | 61,99  |  |  |  |  |  |
|                      | Chloé Jaillard  | PS             | 1 464  | 20,92  | 2 633  | 38,01  |  |  |  |  |  |
|                      | Maurice Gille   | EELV           | 1 119  | 15,99  |        |        |  |  |  |  |  |
|                      | Jean Allard     | FN             | 999    | 14,28  |        |        |  |  |  |  |  |
|                      | Alain Tailleur  | FG (PCF)       | 202    | 2,89   |        |        |  |  |  |  |  |
|                      |                 |                |        |        |        |        |  |  |  |  |  |
| Inscrits             | Inscrits        | Inscrits       | 21 651 | 100,00 | 21 651 | 100,00 |  |  |  |  |  |
| Abstentions          | Abstentions     | Abstentions    | 14 438 | 66,69  | 14 250 | 65,82  |  |  |  |  |  |
| Votants              | Votants         | Votants        | 7 213  | 33,31  | 7 401  | 34,18  |  |  |  |  |  |
| Blancs et nuls       | Blancs et nuls  | Blancs et nuls | 215    | 0,99   | 474    | 2,19   |  |  |  |  |  |
| Exprimés             | Exprimés        | Exprimés       | 6 998  | 32,32  | 6 927  | 31,99  |  |  |  |  |  |
| * conseiller sortant |                 |                |        |        |        |        |  |  |  |  |  |

### 2015

#### Canton de Boulogne-Billancourt-1
| 1                    | Étienne Almayrac         |             | FG          | 475    | 2,57   |  |  |
| 1                    | Sandra Talbot            |             | FG          | 475    | 2,57   |  |  |
| 2                    | Pierre-Christophe Baguet |             | UMP         | 12 029 | 64,96  |  |  |
| 2                    | Armelle Gendarme         |             | UDI         | 12 029 | 64,96  |  |  |
| 3                    | Mireille Brion           |             | FN          | 2 011  | 10,86  |  |  |
| 3                    | Rémy Dor                 |             | FN          | 2 011  | 10,86  |  |  |
| 4                    | Chloé Jaillard           |             | PS          | 2 773  | 14,97  |  |  |
| 4                    | Jean-Michel Tisseyre     |             | PS          | 2 773  | 14,97  |  |  |
| 5                    | Baptiste Audet           |             | EELV        | 1 230  | 6,64   |  |  |
| 5                    | Chekra Kaabi             |             | EELV        | 1 230  | 6,64   |  |  |
|                      |                          |             |             |        |        |  |  |
| Inscrits             | Inscrits                 | Inscrits    | Inscrits    | 43 622 | 100,00 |  |  |
| Abstentions          | Abstentions              | Abstentions | Abstentions | 24 470 | 56,10  |  |  |
| Votants              | Votants                  | Votants     | Votants     | 19 152 | 43,90  |  |  |
| Blancs               | Blancs                   | Blancs      | Blancs      | 634    | 3,31   |  |  |
| Nuls                 | Nuls                     | Nuls        | Nuls        | 0      | 0,00   |  |  |
| Exprimés             | Exprimés                 | Exprimés    | Exprimés    | 18 518 | 96,69  |  |  |
| * conseiller sortant |                          |             |             |        |        |  |  |

#### Canton de Boulogne-Billancourt-2
| Candidats            | Candidats               | Partis      | Partis      | Premier tour | Premier tour | Second tour | Second tour |
| Candidats            | Candidats               | Partis      | Partis      | Voix         | %            | Voix        | %           |
| -------------------- | ----------------------- | ----------- | ----------- | ------------ | ------------ | ----------- | ----------- |
| 1                    | Grégoire de La Roncière |             | DVD         | 9 475        | 51,21        | 10 705      | 65,89       |
| 1                    | Marie-Laure Godin*      |             | UMP         | 9 475        | 51,21        | 10 705      | 65,89       |
| 2                    | Catherine Cyrot         |             | PS          | 4 231        | 22,87        | 5 542       | 34,11       |
| 2                    | Nicolas Gaborit         |             | PS          | 4 231        | 22,87        | 5 542       | 34,11       |
| 3                    | Julien Dufour           |             | FN          | 2 292        | 12,39        |             |             |
| 3                    | Martine Pincemin        |             | SIEL        | 2 292        | 12,39        |             |             |
| 4                    | Emmanuel Saint-James    |             | EELV        | 1 760        | 9,51         |             |             |
| 4                    | Isabelle Turmaine       |             | EELV        | 1 760        | 9,51         |             |             |
| 5                    | Gilles Chobert          |             | FG          | 746          | 4,03         |             |             |
| 5                    | Isabelle Goitia         |             | FG          | 746          | 4,03         |             |             |
|                      |                         |             |             |              |              |             |             |
| Inscrits             | Inscrits                | Inscrits    | Inscrits    | 44 081       | 100,00       | 44 081      | 100,00      |
| Abstentions          | Abstentions             | Abstentions | Abstentions | 24 673       | 55,97        | 26 640      | 60,43       |
| Votants              | Votants                 | Votants     | Votants     | 19 408       | 44,03        | 17 441      | 39,57       |
| Blancs               | Blancs                  | Blancs      | Blancs      | 904          | 4,66         | 1 194       | 6,85        |
| Nuls                 | Nuls                    | Nuls        | Nuls        | 0            | 0,00         | 0           | 0,00        |
| Exprimés             | Exprimés                | Exprimés    | Exprimés    | 18 504       | 95,34        | 16 247      | 93,15       |
| * conseiller sortant |                         |             |             |              |              |             |             |

Répartition des votes du premier tour
| Ville/Quartier | FG             | PS            | EELV                 | UD             | FN              |
| Ville/Quartier | Goïtia-Chobert | Cyrot-Gaborit | Saint-James-Turmaine | Roncière-Godin | Dufour-Pincemin |
| -------------- | -------------- | ------------- | -------------------- | -------------- | --------------- |
| Ville/Quartier |                |               |                      |                |                 |
| Total          | 4              | 22,9          | 9,5                  | 51,2           | 12,4            |
| Boulogne-sud   | 4              | 22,3          | 9,4                  | 51,9           | 12,5            |
| Sèvres         | 4,2            | 23,8          | 9,8                  | 50,2           | 12,1            |

### 2021

#### Canton de Boulogne-Billancourt-1
| Candidats                | Partis                   | Partis                   | Premier tour | Premier tour | Second tour | Second tour |
| Candidats                | Partis                   | Partis                   | Voix         | %            | Voix        | %           |
| ------------------------ | ------------------------ | ------------------------ | ------------ | ------------ | ----------- | ----------- |
| Pierre-Christophe Baguet |                          | LR                       | 7 848        | 53,30        | 9 683       | 64,46       |
| Marie-Noëlle Charoy      |                          | UDI                      | 7 848        | 53,30        | 9 683       | 64,46       |
| Antoine de Jerphanion    |                          | DVD                      | 3 464        | 23,52        | 5 339       | 35,54       |
| Ségolène Missoffe        |                          | DVD                      | 3 464        | 23,52        | 5 339       | 35,54       |
| Sarah Champagne          |                          | EÉLV                     | 1 729        | 11,74        |             |             |
| Stanislav Povolachi      |                          | EÉLV                     | 1 729        | 11,74        |             |             |
| Bruno de Graeve          |                          | RN                       | 843          | 5,72         |             |             |
| Carole Roussel           |                          | RN                       | 843          | 5,72         |             |             |
| Martine Even             |                          | G·s                      | 841          | 5,71         |             |             |
| Frédéric Probel          |                          | PCF                      | 841          | 5,71         |             |             |
|                          |                          |                          |              |              |             |             |
| Suffrages exprimés       | Suffrages exprimés       | Suffrages exprimés       | 14 725       | 97,65        | 15 022      | 91,55       |
| Votes blancs             | Votes blancs             | Votes blancs             | 355          | 2,35         | 1 386       | 8,45        |
| Votes nuls               | Votes nuls               | Votes nuls               | 0            | 0,00         | 0           | 0,00        |
| Total                    | Total                    | Total                    | 15 080       | 100          | 16 408      | 100         |
| Abstention               | Abstention               | Abstention               | 26 105       | 63,38        | 24 790      | 60,17       |
| Inscrits / participation | Inscrits / participation | Inscrits / participation | 41 185       | 36,62        | 41 198      | 39,83       |

#### Canton de Boulogne-Billancourt-2
| Candidats                | Partis                   | Partis                   | Premier tour | Premier tour | Second tour | Second tour |
| Candidats                | Partis                   | Partis                   | Voix         | %            | Voix        | %           |
| ------------------------ | ------------------------ | ------------------------ | ------------ | ------------ | ----------- | ----------- |
| Grégoire de La Roncière  |                          | DVD                      | 6 848        | 45,68        | 9 789       | 62,76       |
| Marie-Laure Godin        |                          | LR                       | 6 848        | 45,68        | 9 789       | 62,76       |
| Philippe Audoin          |                          | EÉLV                     | 3 178        | 21,20        | 5 808       | 37,24       |
| Pauline Rapilly-Ferniot  |                          | EÉLV                     | 3 178        | 21,20        | 5 808       | 37,24       |
| Dominique de Goutel      |                          | DVD                      | 1 939        | 12,93        |             |             |
| Brahim Oubella           |                          | DVD                      | 1 939        | 12,93        |             |             |
| Anne Beaufils            |                          | DVG                      | 1 826        | 12,18        |             |             |
| Nicolas Gaborit          |                          | PS                       | 1 826        | 12,18        |             |             |
| Cécile Guimault          |                          | RN                       | 1 200        | 8,00         |             |             |
| Philippe Millot          |                          | RN                       | 1 200        | 8,00         |             |             |
|                          |                          |                          |              |              |             |             |
| Suffrages exprimés       | Suffrages exprimés       | Suffrages exprimés       | 14 991       | 33,65        | 15 597      | 93,22       |
| Votes blancs             | Votes blancs             | Votes blancs             | 767          | 1,72         | 1 135       | 6,78        |
| Votes nuls               | Votes nuls               | Votes nuls               | 0            | 0,00         | 0           | 0,00        |
| Total                    | Total                    | Total                    | 15 758       | 100          | 16 732      | 100         |
| Abstention               | Abstention               | Abstention               | 28 789       | 64,63        | 27 827      | 62,45       |
| Inscrits / participation | Inscrits / participation | Inscrits / participation | 44 547       | 35,37        | 44 559      | 37,55       |

Répartition des votes du premier tour
| Ville/Quartier | UG               | EELV           | DVD            | UD             | RN               |
| Ville/Quartier | Gaborit-Beaufils | Rapilly-Audoin | Goutel-Oubella | Roncière-Godin | Millot-Guilmault |
| -------------- | ---------------- | -------------- | -------------- | -------------- | ---------------- |
| Ville/Quartier |                  |                |                |                |                  |
| Total          | 12,2             | 21,2           | 12,9           | 45,7           | 8                |
| Boulogne-sud   | 12,3             | 20,4           | 16,8           | 42,2           | 8,3              |
| Sèvres         | 11,9             | 22,5           | 6,7            | 51,4           | 7,5              |

## Élections présidentielles

### 1969
| Candidats      | Candidats        | Étiquette      | Premier tour | Premier tour | Second tour | Second tour |
| Candidats      | Candidats        | Étiquette      | Voix         | %            | Voix        | %           |
| -------------- | ---------------- | -------------- | ------------ | ------------ | ----------- | ----------- |
|                | Georges Pompidou | UDR            | 21 105       | 44,04        | 22 293      | 59,33       |
|                | Alain Poher      | CD             | 10 470       | 21,85        | 15 180      | 40,40       |
|                | Jacques Duclos   | PCF            | 10 295       | 21,77        |             |             |
|                | Gaston Defferre  | SFIO           | 2 939        | 6,21         |             |             |
|                | Michel Rocard    | PSU            | 2 054        | 4,29         |             |             |
|                | Alain Krivine    | LCR            | 652          | 1,36         |             |             |
|                | Louis Ducatel    | DVG            | 408          | 0,85         |             |             |
|                |                  |                |              |              |             |             |
| Inscrits       | Inscrits         | Inscrits       | 61 452       | 100,00       | 61 452      | 100,00      |
| Abstentions    | Abstentions      | Abstentions    | 13 181       | 21,45        | 21 526      | 35,03       |
| Votants        | Votants          | Votants        | 48 271       | 78,55        | 39 926      | 64,97       |
| Blancs et nuls | Blancs et nuls   | Blancs et nuls | 346          | 0,72         | 2 353       | 5,89        |
| Exprimés       | Exprimés         | Exprimés       | 47 925       | 99,28        | 37 573      | 94,11       |

### 1974
| Candidats      | Candidats                | Étiquette      | Premier tour | Premier tour | Second tour | Second tour |
| Candidats      | Candidats                | Étiquette      | Voix         | %            | Voix        | %           |
| -------------- | ------------------------ | -------------- | ------------ | ------------ | ----------- | ----------- |
|                | François Mitterrand      | PS             | 25 859       | 50,24        | 29 997      | 57,01       |
|                | Valéry Giscard d'Estaing | FNRI           | 15 020       | 29,18        | 22 621      | 42,99       |
|                | Jacques Chaban-Delmas    | UDR            | 6 168        | 11,72        |             |             |
|                | Jean Royer               | DVD            | 1 332        | 2,59         |             |             |
|                | René Dumont              | DVE            | 1 117        | 2,17         |             |             |
|                | Arlette Laguiller        | LO             | 891          | 1,73         |             |             |
|                | Émile Muller             | MDSF           | 341          | 0,66         |             |             |
|                | Jean-Marie Le Pen        | FN             | 334          | 0,65         |             |             |
|                | Alain Krivine            | LCR            | 209          | 0,41         |             |             |
|                | Jean-Claude Sebag        | MFE            | 88           | 0,17         |             |             |
|                | Bertrand Renouvin        | NAR            | 84           | 0,16         |             |             |
|                | Guy Héraud               | SE             | 32           | 0,06         |             |             |
|                |                          |                |              |              |             |             |
| Inscrits       | Inscrits                 | Inscrits       | 61 649       | 100,00       | 61 590      | 100,00      |
| Abstentions    | Abstentions              | Abstentions    | 9 840        | 15,96        | 6 255       | 10,16       |
| Votants        | Votants                  | Votants        | 51 809       | 84,04        | 55 335      | 89,84       |
| Blancs et nuls | Blancs et nuls           | Blancs et nuls | 334          | 0,64         | 2 717       | 4,91        |
| Exprimés       | Exprimés                 | Exprimés       | 51 475       | 99,36        | 52 618      | 95,09       |

### 1981
| Candidats      | Candidats                | Étiquette      | Premier tour | Premier tour | Second tour | Second tour |
| Candidats      | Candidats                | Étiquette      | Voix         | %            | Voix        | %           |
| -------------- | ------------------------ | -------------- | ------------ | ------------ | ----------- | ----------- |
|                | Valéry Giscard d'Estaing | UDF            | 13 865       | 28,69        | 29 239      | 57,79       |
|                | Jacques Chirac           | RPR            | 12 640       | 26,15        |             |             |
|                | François Mitterrand      | PS             | 10 612       | 21,96        | 21 353      | 42,21       |
|                | Georges Marchais         | PCF            | 4 605        | 9,53         |             |             |
|                | Brice Lalonde            | LV             | 2 075        | 4,29         |             |             |
|                | Michel Crépeau           | MRG            | 1 140        | 2,36         |             |             |
|                | Marie-France Garaud      | DVD            | 1 017        | 2,10         |             |             |
|                | Michel Debré             | DVD            | 940          | 1,95         |             |             |
|                | Arlette Laguiller        | LO             | 810          | 1,68         |             |             |
|                | Huguette Bouchardeau     | PSU            | 625          | 1,29         |             |             |
|                |                          |                |              |              |             |             |
| Inscrits       | Inscrits                 | Inscrits       | 62 752       | 100,00       | 62 759      | 100,00      |
| Abstentions    | Abstentions              | Abstentions    | 13 904       | 22,16        | 10 642      | 16,96       |
| Votants        | Votants                  | Votants        | 48 848       | 77,84        | 52 117      | 83,04       |
| Blancs et nuls | Blancs et nuls           | Blancs et nuls | 519          | 1,06         | 1 525       | 2,93        |
| Exprimés       | Exprimés                 | Exprimés       | 48 329       | 98,94        | 50 592      | 97,07       |

### 1988
| Candidats      | Candidats           | Étiquette      | Premier tour | Premier tour | Second tour | Second tour |
| Candidats      | Candidats           | Étiquette      | Voix         | %            | Voix        | %           |
| -------------- | ------------------- | -------------- | ------------ | ------------ | ----------- | ----------- |
|                | Jacques Chirac      | RPR            | 15 957       | 33,51        | 29 459      | 60,74       |
|                | François Mitterrand | PS             | 12 140       | 25,50        | 19 045      | 39,26       |
|                | Raymond Barre       | DVD            | 8 448        | 17,74        |             |             |
|                | Jean-Marie Le Pen   | FN             | 6 271        | 13,17        |             |             |
|                | André Lajoinie      | PCF            | 1 738        | 3,65         |             |             |
|                | Antoine Waechter    | LV             | 1 512        | 3,18         |             |             |
|                | Pierre Juquin       | EXG, ex-PCF    | 830          | 1,74         |             |             |
|                | Arlette Laguiller   | LO             | 599          | 1,26         |             |             |
|                | Pierre Boussel      | PT             | 117          | 0,25         |             |             |
|                |                     |                |              |              |             |             |
| Inscrits       | Inscrits            | Inscrits       | 60 281       | 100,00       | 60 264      | 100,00      |
| Abstentions    | Abstentions         | Abstentions    | 12 143       | 20,14        | 12 126      | 20,12       |
| Votants        | Votants             | Votants        | 48 138       | 79,86        | 49 820      | 82,67       |
| Blancs et nuls | Blancs et nuls      | Blancs et nuls | 526          | 1,09         | 1 316       | 2,64        |
| Exprimés       | Exprimés            | Exprimés       | 47 612       | 98,91        | 48 504      | 97,36       |

### 1995
| Candidats      | Candidats            | Étiquette      | Premier tour | Premier tour | Second tour | Second tour |
| Candidats      | Candidats            | Étiquette      | Voix         | %            | Voix        | %           |
| -------------- | -------------------- | -------------- | ------------ | ------------ | ----------- | ----------- |
|                | Jacques Chirac       | RPR            | 14 300       | 33,05        | 30 788      | 68,51       |
|                | Édouard Balladur     | UDF            | 10 107       | 23,15        |             |             |
|                | Lionel Jospin        | PS             | 8 685        | 20,10        | 14 153      | 31,49       |
|                | Jean-Marie Le Pen    | FN             | 4 103        | 9,48         |             |             |
|                | Robert Hue           | PCF            | 1 863        | 4,31         |             |             |
|                | Philippe de Villiers | MPF            | 1 554        | 3,59         |             |             |
|                | Arlette Laguiller    | LO             | 1 520        | 3,51         |             |             |
|                | Dominique Voynet     | LV             | 1 147        | 2,65         |             |             |
|                | Corinne Lepage       | Cap21          | 1 077        | 2,75         |             |             |
|                | Jacques Cheminade    | NS             | 66           | 0,15         |             |             |
|                |                      |                |              |              |             |             |
| Inscrits       | Inscrits             | Inscrits       | 58 255       | 100,00       | 58 255      | 100,00      |
| Abstentions    | Abstentions          | Abstentions    | 14 334       | 24,61        | 11 792      | 20,24       |
| Votants        | Votants              | Votants        | 43 921       | 75,39        | 46 463      | 79,76       |
| Blancs et nuls | Blancs et nuls       | Blancs et nuls | 656          | 1,49         | 1 522       | 3,28        |
| Exprimés       | Exprimés             | Exprimés       | 43 265       | 98,51        | 44 941      | 96,72       |

### 2002
| Candidats            | Candidats               | Étiquette      | Premier tour | Premier tour | Second tour | Second tour |
| Candidats            | Candidats               | Étiquette      | Voix         | %            | Voix        | %           |
| -------------------- | ----------------------- | -------------- | ------------ | ------------ | ----------- | ----------- |
|                      | Jacques Chirac          | RPR            | 11 468       | 29,28        | 40 725      | 89,10       |
|                      | Lionel Jospin           | PS             | 5 794        | 14,79        |             |             |
|                      | François Bayrou         | UDF            | 4 416        | 11,27        |             |             |
|                      | Jean-Marie Le Pen       | FN             | 4 149        | 10,59        | 4 982       | 10,90       |
|                      | Alain Madelin           | DL             | 3 343        | 8,53         |             |             |
|                      | Jean-Pierre Chevènement | MDC            | 2 243        | 5,73         |             |             |
|                      | Noël Mamère             | LV             | 1 878        | 4,74         |             |             |
|                      | Corinne Lepage          | Cap21          | 1 077        | 2,75         |             |             |
|                      | Arlette Laguiller       | LO             | 1 027        | 2,62         |             |             |
|                      | Christiane Taubira      | PRG            | 853          | 2,18         |             |             |
|                      | Christine Boutin        | DVD            | 754          | 1,93         |             |             |
|                      | Olivier Besancenot      | LCR            | 716          | 1,83         |             |             |
|                      | Robert Hue              | PCF            | 617          | 1,58         |             |             |
|                      | Bruno Mégret            | MNR            | 508          | 1,30         |             |             |
|                      | Jean Saint-Josse        | CPNT           | 284          | 0,73         |             |             |
|                      | Daniel Gluckstein       | PT             | 60           | 0,15         |             |             |
|                      |                         |                |              |              |             |             |
| Inscrits             | Inscrits                | Inscrits       | 57 382       | 100,00       | 57 397      | 100,00      |
| Abstentions          | Abstentions             | Abstentions    | 17 570       | 30,62        | 10 488      | 18,27       |
| Votants              | Votants                 | Votants        | 39 812       | 69,38        | 46 409      | 81,73       |
| Blancs et nuls       | Blancs et nuls          | Blancs et nuls | 645          | 1,62         | 1 202       | 2,56        |
| Exprimés             | Exprimés                | Exprimés       | 39 167       | 98,38        | 45 707      | 97,44       |
| * conseiller sortant |                         |                |              |              |             |             |

### 2007
| Candidats            | Candidats            | Étiquette      | Premier tour | Premier tour | Second tour | Second tour |
| Candidats            | Candidats            | Étiquette      | Voix         | %            | Voix        | %           |
| -------------------- | -------------------- | -------------- | ------------ | ------------ | ----------- | ----------- |
|                      | Nicolas Sarkozy      | UMP            | 27 848       | 49,31        | 36 270      | 66,66       |
|                      | François Bayrou      | UDF            | 11 646       | 20,62        |             |             |
|                      | Ségolène Royal       | PS             | 11 273       | 19,96        | 18 140      | 33,34       |
|                      | Jean-Marie Le Pen    | FN             | 2 520        | 4,46         |             |             |
|                      | Olivier Besancenot   | LCR            | 771          | 1,37         |             |             |
|                      | Philippe de Villiers | MPF            | 689          | 1,22         |             |             |
|                      | Dominique Voynet     | LV             | 673          | 1,19         |             |             |
|                      | Marie-George Buffet  | PCF            | 425          | 0,75         |             |             |
|                      | José Bové            | DVE            | 257          | 0,46         |             |             |
|                      | Arlette Laguiller    | LO             | 237          | 0,42         |             |             |
|                      | Frédéric Nihous      | CPNT           | 89           | 0,16         |             |             |
|                      | Gérard Schivardi     | PT             | 50           | 0,09         |             |             |
|                      |                      |                |              |              |             |             |
| Inscrits             | Inscrits             | Inscrits       | 64 709       | 100,00       | 64 778      | 100,00      |
| Abstentions          | Abstentions          | Abstentions    | 7 685        | 11,88        | 8 373       | 12,93       |
| Votants              | Votants              | Votants        | 57 027       | 50,93        | 56 405      | 87,07       |
| Blancs et nuls       | Blancs et nuls       | Blancs et nuls | 546          | 0,94         | 1 995       | 3,54        |
| Exprimés             | Exprimés             | Exprimés       | 56 478       | 99,06        | 54 410      | 96,46       |
| * conseiller sortant |                      |                |              |              |             |             |

### 2012
| Candidat       | Candidat              | Parti          | Premier tour | Premier tour | Second tour | Second tour |
| Candidat       | Candidat              | Parti          | Voix         | %            | Voix        | %           |
| -------------- | --------------------- | -------------- | ------------ | ------------ | ----------- | ----------- |
|                | Nicolas Sarkozy       | UMP            | 25 891       | 48,44        | 34 464      | 63,18       |
|                | François Hollande     | PS             | 12 699       | 23,76        | 20 089      | 36,89       |
|                | François Bayrou       | MoDem          | 5 727        | 10,71        |             |             |
|                | Marine Le Pen         | FN             | 3 469        | 6,49         |             |             |
|                | Jean-Luc Mélenchon    | FG             | 3 319        | 6,21         |             |             |
|                | Eva Joly              | EELV           | 1 290        | 2,41         |             |             |
|                | Nicolas Dupont-Aignan | DLR            | 643          | 1,20         |             |             |
|                | Philippe Poutou       | NPA            | 226          | 0,42         |             |             |
|                | Jacques Cheminade     | S&P            | 99           | 0,19         |             |             |
|                | Nathalie Arthaud      | LO             | 88           | 0,16         |             |             |
|                |                       |                |              |              |             |             |
| Inscrits       | Inscrits              | Inscrits       | 67 579       | 100,00       | 67 629      | 100,00      |
| Abstentions    | Abstentions           | Abstentions    | 13 310       | 19,70        | 11 051      | 16,34       |
| Votants        | Votants               | Votants        | 54 269       | 80,30        | 56 578      | 83,66       |
| Blancs et nuls | Blancs et nuls        | Blancs et nuls | 818          | 1,51         | 2025        | 3,58        |
| Exprimés       | Exprimés              | Exprimés       | 53 451       | 98,49        | 54 553      | 96,42       |

### 2017
|                                                    |                                                    |                            |                            |                        |                        |  |  |
|                                                    |                                                    | Premier tour 23 avril 2017 | Premier tour 23 avril 2017 | Second tour 8 mai 2017 | Second tour 8 mai 2017 |  |  |
|                                                    |                                                    |                            |                            |                        |                        |  |  |
|                                                    |                                                    | Nombre                     | % des inscrits             | Nombre                 | % des inscrits         |  |  |
| Inscrits                                           | Inscrits                                           | 77 303                     | 100,00                     | 74 030                 | 100,00                 |  |  |
| Abstentions                                        | Abstentions                                        | 15 227                     | 19,70                      | 16 351                 | 22,09                  |  |  |
| Votants                                            | Votants                                            | 62 076                     | 80,30                      | 57 679                 | 77,91                  |  |  |
|                                                    |                                                    |                            | % des votants              |                        | % des votants          |  |  |
| Bulletins blancs et nuls                           | Bulletins blancs et nuls                           | 919                        | 1,48                       | 4 761                  | 8,10                   |  |  |
| Suffrages exprimés                                 | Suffrages exprimés                                 | 61 157                     | 98,52                      | 61 159                 | 91,90                  |  |  |
|                                                    |                                                    |                            |                            |                        |                        |  |  |
| Candidat Étiquette politique (partis et alliances) | Candidat Étiquette politique (partis et alliances) | Voix                       | % des exprimés             | Voix                   | % des exprimés         |  |  |
|                                                    |                                                    |                            |                            |                        |                        |  |  |
|                                                    | François Fillon Les Républicains                   | 25 592                     | 41,85                      |                        |                        |  |  |
|                                                    | Emmanuel Macron En marche !                        | 20 143                     | 32,94                      | 47 003                 | 88,67                  |  |  |
|                                                    | Jean-Luc Mélenchon La France insoumise             | 6 785                      | 11,09                      |                        |                        |  |  |
|                                                    | Benoît Hamon Parti socialiste                      | 3 153                      | 5,16                       |                        |                        |  |  |
|                                                    | Marine Le Pen Front national                       | 3 106                      | 5,08                       | 6 005                  | 11,33                  |  |  |
|                                                    | Nicolas Dupont-Aignan Debout la France             | 1 191                      | 1,95                       |                        |                        |  |  |
|                                                    | François Asselineau Union populaire républicaine   | 501                        | 0,82                       |                        |                        |  |  |
|                                                    | Jean Lassalle Résistons                            | 292                        | 0,48                       |                        |                        |  |  |
|                                                    | Philippe Poutou Nouveau Parti anticapitaliste      | 226                        | 0,37                       |                        |                        |  |  |
|                                                    | Nathalie Arthaud Lutte ouvrière                    | 205                        | 0,61                       |                        |                        |  |  |
|                                                    | Jacques Cheminade Solidarité et Progrès            | 78                         | 0,13                       |                        |                        |  |  |
|                                                    |                                                    |                            |                            |                        |                        |  |  |

## Élections législatives

### De 1967 à 1988 -10ecirconscription des Hauts-de-Seine

#### 1967
| Candidat       | Candidat        | Parti          | Premier tour | Premier tour | Second tour | Second tour |
| Candidat       | Candidat        | Parti          | Voix         | %            | Voix        | %           |
| -------------- | --------------- | -------------- | ------------ | ------------ | ----------- | ----------- |
|                | Georges Gorse   | UD-Ve          | 18 041       | 35,96        | 22 962      | 47,21       |
|                | Emile Clet      | PCF            | 11 826       | 23,57        | 19 552      | 40,20       |
|                | Georges Germain | FGDS           | 7 943        | 15,83        |             |             |
|                | Jacques Dubois  | PDM            | 6 371        | 12,70        | 6 119       | 12,58       |
|                | Albert Agogué   | Radical        | 4 511        | 8,99         |             |             |
|                | Jean d'Ersu     | Modéré         | 1 483        | 2,96         |             |             |
|                |                 |                |              |              |             |             |
| Inscrits       | Inscrits        | Inscrits       | 63 438       | 100,00       | 63 454      | 100,00      |
| Abstentions    | Abstentions     | Abstentions    | 12 624       | 19,90        | 13 915      | 21,93       |
| Votants        | Votants         | Votants        | 50 814       | 80,10        | 49 539      | 78,07       |
| Blancs et nuls | Blancs et nuls  | Blancs et nuls | 638          | 1,26         | 906         | 1,83        |
| Exprimés       | Exprimés        | Exprimés       | 50 176       | 98,74        | 48 633      | 98,17       |

#### 1968
| Candidat       | Candidat              | Parti          | Premier tour | Premier tour | Second tour | Second tour |
| Candidat       | Candidat              | Parti          | Voix         | %            | Voix        | %           |
| -------------- | --------------------- | -------------- | ------------ | ------------ | ----------- | ----------- |
|                | Georges Gorse         | UDR            | 20 028       | 42,35        | 22 250      | 49,67       |
|                | Emile Clet            | PCF            | 10 183       | 21,53        | 14 936      | 33,34       |
|                | Jacques Dubois        | PDM            | 7 648        | 16,17        | 7 612       | 16,99       |
|                | Pierre Naudet         | FGDS           | 3 172        | 6,71         |             |             |
|                | Hubert Prévôt         | PSU            | 2 833        | 5,99         |             |             |
|                | Yves-Albert Kahouadji | SFIO           | 2 174        | 4,60         |             |             |
|                | Hervé de Truchis      | TD             | 1 259        | 2,66         |             |             |
|                |                       |                |              |              |             |             |
| Inscrits       | Inscrits              | Inscrits       | 61 264       | 100,00       | 61 266      | 100,00      |
| Abstentions    | Abstentions           | Abstentions    | 13 589       | 22,18        | 15 961      | 26,05       |
| Votants        | Votants               | Votants        | 47 675       | 77,82        | 45 308      | 73,95       |
| Blancs et nuls | Blancs et nuls        | Blancs et nuls | 378          | 0,79         | 510         | 1,13        |
| Exprimés       | Exprimés              | Exprimés       | 47 297       | 99,21        | 44 798      | 98,87       |

#### 1973
| Candidat       | Candidat               | Parti          | Premier tour | Premier tour | Second tour | Second tour |
| Candidat       | Candidat               | Parti          | Voix         | %            | Voix        | %           |
| -------------- | ---------------------- | -------------- | ------------ | ------------ | ----------- | ----------- |
|                | Georges Gorse          | UDR            | 19 680       | 41,38        | 26 639      | 59,39       |
|                | Emile Clet             | PCF            | 9 604        | 20,20        | 18 219      | 40,61       |
|                | Claude Gérard Louf     | MR             | 8 210        | 17,26        |             |             |
|                | Robert Lucente         | PS             | 6 726        | 14,14        |             |             |
|                | André Barjonet         | PSU            | 1 988        | 4,18         |             |             |
|                | Jean-Marc Delaye       | FN             | 1 233        | 2,71         |             |             |
|                | Jean-Claude Hamon      | LO             | 823          | 1,73         |             |             |
|                | Pierre-Marie Gustavino | DVD            | 157          | 0,33         |             |             |
|                |                        |                |              |              |             |             |
| Inscrits       | Inscrits               | Inscrits       | 60 655       | 100,00       | 60 656      | 100,00      |
| Abstentions    | Abstentions            | Abstentions    | 12 491       | 20,59        | 13 140      | 21,66       |
| Votants        | Votants                | Votants        | 48 164       | 79,41        | 47 516      | 78,34       |
| Blancs et nuls | Blancs et nuls         | Blancs et nuls | 608          | 1,26         | 2 658       | 5,59        |
| Exprimés       | Exprimés               | Exprimés       | 47 556       | 98,74        | 44 858      | 94,41       |

#### 1978
| Candidat       | Candidat                    | Parti          | Premier tour | Premier tour | Second tour | Second tour |
| Candidat       | Candidat                    | Parti          | Voix         | %            | Voix        | %           |
| -------------- | --------------------------- | -------------- | ------------ | ------------ | ----------- | ----------- |
|                | Georges Gorse               | RPR            | 22 545       | 45,06        | 31 019      | 62,98       |
|                | Bernard Pibouin             | PS             | 9 084        | 18,16        | 18 232      | 37,02       |
|                | Aimé Halbeher               | PCF            | 7 431        | 14,70        |             |             |
|                | Hugues Sirven-Vienot        | UDF            | 6 546        | 13,08        |             |             |
|                | Thierry le Dorze            | DVE            | 2 564        | 5,13         |             |             |
|                | Didier Coulais              | FN             | 940          | 1,88         |             |             |
|                | Isabelle Chomel de Varagnes | PFN            | 940          | 1,88         |             |             |
|                | Jean-Claude Chaillou        | FA             | 464          | 0,93         |             |             |
|                |                             | EXG            | 435          | 0,87         |             |             |
|                |                             |                |              |              |             |             |
| Inscrits       | Inscrits                    | Inscrits       | 64 453       | 100,00       | 64 454      | 100,00      |
| Abstentions    | Abstentions                 | Abstentions    | 13 908       | 21,58        | 14 283      | 22,16       |
| Votants        | Votants                     | Votants        | 50 545       | 78,42        | 50 171      | 77,84       |
| Blancs et nuls | Blancs et nuls              | Blancs et nuls | 516          | 1,02         | 920         | 1,83        |
| Exprimés       | Exprimés                    | Exprimés       | 50 029       | 98,98        | 49 251      | 98,17       |

#### 1981
|                | Georges Gorse     | RPR            | 25 713 | 60,47  |  |  |
|                | Jacques Bahry     | PS             | 12 154 | 28,58  |  |  |
|                | Aimé Halbeher     | PCF            | 3 416  | 8,03   |  |  |
|                | Jean-Claude Hamon | LO             | 987    | 2,32   |  |  |
|                | Jacques Magagnosc | PSU            | 987    | 2,32   |  |  |
|                | Alix Gobry        | DVD            | 312    | 0,73   |  |  |
|                |                   |                |        |        |  |  |
| Inscrits       | Inscrits          | Inscrits       | 63 178 | 100,00 |  |  |
| Abstentions    | Abstentions       | Abstentions    | 20 263 | 22,07  |  |  |
| Votants        | Votants           | Votants        | 42 915 | 67,93  |  |  |
| Blancs et nuls | Blancs et nuls    | Blancs et nuls | 393    | 0,92   |  |  |
| Exprimés       | Exprimés          | Exprimés       | 42 522 | 99,08  |  |  |

### 1986 - Résultat du scrutin proportionnel à Boulogne-Billancourt
|                | Rassemblement pour la République   | 20 664         | 45,30  |        |  |
|                | Parti socialiste                   | 11 735         | 25,73  |        |  |
|                | Union pour la démocratie française | 4 940          | 10,83  |        |  |
|                | Front national                     | 4 723          | 10,35  |        |  |
|                | Parti communiste                   | 2 281          | 5,00   |        |  |
|                | Les Verts                          | 710            | 1,56   |        |  |
|                | Extrême gauche                     | 564            | 1,24   |        |  |
| Inscrits       | Inscrits                           | Inscrits       | 60 144 | 100,00 |  |
| Abstentions    | Abstentions                        | Abstentions    | 13 565 | 22,55  |  |
| Votants        | Votants                            | Votants        | 46 579 | 77,45  |  |
| Blancs et nuls | Blancs et nuls                     | Blancs et nuls | 9,62   | 2,07   |  |
| Exprimés       | Exprimés                           | Exprimés       | 45 617 | 97,93  |  |

### À partir de 1988 -9ecirconscription des Hauts-de-Seine

#### 1988
|                | Georges Gorse   | RPR            | 21 619 | 60,55  |  |  |
|                | Nicolas André   | PS             | 9 148  | 25,86  |  |  |
|                | Hubert de Rouge | FN             | 3 104  | 8,77   |  |  |
|                | Robert Créange  | PCF            | 1 703  | 4,81   |  |  |
|                | Michel Minet    | Majorité       | 1      | 0,00   |  |  |
| Inscrits       | Inscrits        | Inscrits       | 56 286 | 100,00 |  |  |
| Abstentions    | Abstentions     | Abstentions    | 20 593 | 36,59  |  |  |
| Votants        | Votants         | Votants        | 35 693 | 63,41  |  |  |
| Blancs et nuls | Blancs et nuls  | Blancs et nuls | 318    | 0,89   |  |  |
| Exprimés       | Exprimés        | Exprimés       | 35 375 | 99,11  |  |  |

#### 1993
|                | Georges Gorse   | RPR            | 19 715 | 56,49  |  |  |
|                | Pierre Gaborit  | PS             | 5 150  | 14,76  |  |  |
|                | Jean Allard     | FN             | 3 878  | 11,11  |  |  |
|                | Yann Fradin     | LV             | 2 913  | 8,35   |  |  |
|                | Robert Créange  | PCF            | 1 630  | 4,67   |  |  |
|                | Bruno Ricard    | DVE            | 502    | 1,44   |  |  |
|                | Pascal Pucheu   | DVD            | 373    | 1,07   |  |  |
|                | Sarah Garbarz   | DVE            | 319    | 0,91   |  |  |
|                | François Poyet  | DVD            | 227    | 0,65   |  |  |
|                | Jean Lafferière | LCR            | 191    | 0,55   |  |  |
|                |                 |                |        |        |  |  |
| Inscrits       | Inscrits        | Inscrits       | 53 509 | 100,00 |  |  |
| Abstentions    | Abstentions     | Abstentions    | 17 387 | 32,49  |  |  |
| Votants        | Votants         | Votants        | 36 122 | 67,51  |  |  |
| Blancs et nuls | Blancs et nuls  | Blancs et nuls | 1224   | 3,39   |  |  |
| Exprimés       | Exprimés        | Exprimés       | 34 898 | 96,61  |  |  |

#### 1997
| Candidat       | Candidat                      | Parti          | Premier tour | Premier tour | Second tour | Second tour |
| Candidat       | Candidat                      | Parti          | Voix         | %            | Voix        | %           |
| -------------- | ----------------------------- | -------------- | ------------ | ------------ | ----------- | ----------- |
|                | Pierre-Christophe Baguet      | UDF            | 9 399        | 28,11        | 24 464      | 68,28       |
|                | Pierre Gaborit                | PS             | 6 367        | 19,04        | 10 908      | 31,74       |
|                | Georges Gorse                 | RPR            | 4 795        | 14,35        |             |             |
|                | Olivier Pichon                | FN             | 3 405        | 10,18        |             |             |
|                | Gérard Askinazi               | RPR diss.      | 1 842        | 5,51         |             |             |
|                | Christine Bruneau             | MPF            | 1 687        | 5,05         |             |             |
|                | Jean-Pierre Quilgars          | PCF            | 1 128        | 3,37         |             |             |
|                | Marie-Françoise Duthu         | LV             | 1000         | 2,99         |             |             |
|                | Axelle Janssen                | GE             | 602          | 1,80         |             |             |
|                | Jean-Pierre Maurice           | LO             | 561          | 1,68         |             |             |
|                | Florence Warnier de Wailly    | DV             | 359          | 1,07         |             |             |
|                | Marc Husinger                 | DV             | 309          | 0,92         |             |             |
|                | Bruno Ricard                  | DVE            | 228          | 0,68         |             |             |
|                | Albert Herszkowicz            | LCR            | 147          | 0,44         |             |             |
|                | Joseph Castagnetti            | MEI            | 147          | 0,44         |             |             |
|                | Catherine Tripon              | DV             | 134          | 0,40         |             |             |
|                | Roger Bensadoun               | DV             | 123          | 0,37         |             |             |
|                | Roland Poignant du Fontenioux | DIV            | 118          | 0,35         |             |             |
|                | Sabine Rubin                  | DV             | 0            | 0,00         |             |             |
|                |                               |                |              |              |             |             |
| Inscrits       | Inscrits                      | Inscrits       | 53 287       | 100,00       | 53 287      | 100,00      |
| Abstentions    | Abstentions                   | Abstentions    | 18 902       | 35,47        | 17 619      | 33,06       |
| Votants        | Votants                       | Votants        | 34 385       | 64,53        | 35 668      | 66,94       |
| Blancs et nuls | Blancs et nuls                | Blancs et nuls | 948          | 2,76         | 1 296       | 3,63        |
| Exprimés       | Exprimés                      | Exprimés       | 33 437       | 97,24        | 34 372      | 96,32       |

#### 2002
|                | Pierre-Christophe Baguet | UMP            | 21 982 | 61,02  |  |  |
|                | Pierre Gaborit           | PS             | 7 434  | 20,64  |  |  |
|                | Eric du Reau             | FN             | 2 277  | 6,32   |  |  |
|                | Winoc Deleplanque        | SE             | 849    | 2,36   |  |  |
|                | Rémi Lescoeur            | LV             | 667    | 1,85   |  |  |
|                | Ségolène Missoffe        | MPF            | 526    | 1,46   |  |  |
|                | Isabelle Goïtia          | PCF            | 457    | 1,27   |  |  |
|                | Olivier Pichon           | MNR            | 351    | 0,97   |  |  |
|                | Claudine Lavenière       | Cap21          | 334    | 0,93   |  |  |
|                | Jean Deflacelière        | PR             | 317    | 0,88   |  |  |
|                | Souad Benani             | LCR            | 288    | 0,80   |  |  |
|                | Bruno Ricard             | Le Trèfle      | 275    | 0,76   |  |  |
|                | Françoise Brunet         | LO             | 125    | 0,35   |  |  |
|                | Renaud Syri              | GE             | 95     | 0,26   |  |  |
|                | Mireille Benyetou        | SE             | 49     | 0,14   |  |  |
|                |                          |                |        |        |  |  |
| Inscrits       | Inscrits                 | Inscrits       | 53 700 | 100,00 |  |  |
| Abstentions    | Abstentions              | Abstentions    | 17 388 | 32,38  |  |  |
| Votants        | Votants                  | Votants        | 36 312 | 67,62  |  |  |
| Blancs et nuls | Blancs et nuls           | Blancs et nuls | 286    | 0,79   |  |  |
| Exprimés       | Exprimés                 | Exprimés       | 36 026 | 99,21  |  |  |

#### 2007
|                | Pierre-Christophe Baguet | UMP                 | 22 433 | 59,32  |  |  |
|                | Pierre Gaborit           | PS                  | 6 873  | 18,17  |  |  |
|                | Dorothée Pineau          | DVD                 | 4 129  | 10,92  |  |  |
|                | Peggy Duboucher          | LV                  | 947    | 2,50   |  |  |
|                | Eric du Reau             | FN                  | 854    | 2,26   |  |  |
|                | Ségolène Missoffe        | NC                  | 505    | 1,34   |  |  |
|                | Anne-Charlotte Lorber    | RPF                 | 420    | 1,11   |  |  |
|                | Mireille Thouvenot       | LCR                 | 372    | 0,98   |  |  |
|                | Isabelle Goïtia          | PCF                 | 370    | 0,98   |  |  |
|                | Catherine Grolière       | Le Trèfle           | 254    | 0,67   |  |  |
|                | Marianne Picard          | MRC                 | 240    | 0,63   |  |  |
|                | Sofiane Bouktit          | La France en Action | 199    | 0,53   |  |  |
|                | Françoise Brunet         | LO                  | 101    | 0,27   |  |  |
|                | Michel Pageard           | MNR                 | 89     | 0,24   |  |  |
|                | Marie-Pierre Bolliet     | Divers              | 30     | 0,08   |  |  |
|                |                          |                     |        |        |  |  |
| Inscrits       | Inscrits                 | Inscrits            | 60 773 | 100,00 |  |  |
| Abstentions    | Abstentions              | Abstentions         | 22 422 | 36,89  |  |  |
| Votants        | Votants                  | Votants             | 38 351 | 63,11  |  |  |
| Blancs et nuls | Blancs et nuls           | Blancs et nuls      | 535    | 1,40   |  |  |
| Exprimés       | Exprimés                 | Exprimés            | 37 316 | 98,60  |  |  |

#### 2012
Les élections législatives françaises de 2012 ont eu lieu les dimanches 10 et 17 juin 2012
| Candidat       | Candidat          | Parti          | Premier tour | Premier tour | Second tour | Second tour |
| Candidat       | Candidat          | Parti          | Voix         | %            | Voix        | %           |
| -------------- | ----------------- | -------------- | ------------ | ------------ | ----------- | ----------- |
|                | Claude Guéant     | UMP            | 10 978       | 30,41        | 13 578      | 38,41       |
|                | Thierry Solère    | UMP diss.      | 9 709        | 26,89        | 13 912      | 39,35       |
|                | Martine Even      | PS             | 7 994        | 22,14        | 7 864       | 22,24       |
|                | Julien Dufour     | FN             | 1 908        | 5,29         |             |             |
|                | Dorothée Pineau   | AC             | 1 691        | 4,68         |             |             |
|                | Julien Marcel     | DVD            | 1 076        | 2,98         |             |             |
|                | Odile Joyeux      | EELV-MEI       | 1 067        | 2,96         |             |             |
|                | Isabelle Goitia   | FG             | 748          | 2,07         |             |             |
|                | Philippe Blanc    | PP             | 465          | 1,29         |             |             |
|                | Christian Bouchet | PRG            | 162          | 0,45         |             |             |
|                | Hélène Féo        | PFE - AEI      | 151          | 0,42         |             |             |
|                | Sofiane Bouktit   | NC             | 87           | 0,24         |             |             |
|                | Hélène Janisset   | LO             | 37           | 0,10         |             |             |
|                | Mina Khalil       | NPA            | 28           | 0,08         |             |             |
|                |                   |                |              |              |             |             |
| Inscrits       | Inscrits          | Inscrits       | 61 020       | 100,00       | 61 020      | 100,00      |
| Abstentions    | Abstentions       | Abstentions    | 24 579       | 40,28        | 25 102      | 41,14       |
| Votants        | Votants           | Votants        | 36 441       | 59,72        | 35 918      | 58,86       |
| Blancs et nuls | Blancs et nuls    | Blancs et nuls | 340          | 0,93         | 564         | 1,57        |
| Exprimés       | Exprimés          | Exprimés       | 36 101       | 99,07        | 35 354      | 98,43       |

Résultats du second tour par quartiers administratifs 
| Quartier                      | PS   | DVD    | UMP    |
| Quartier                      | Even | Solère | Guéant |
| ----------------------------- | ---- | ------ | ------ |
| Quartier                      |      |        |        |
| Total                         | 22,2 | 39,4   | 38,4   |
| Parchamp Albert-Khan          |      |        |        |
| Les Princes - Marmottan       |      |        |        |
| Centre-ville                  |      |        |        |
| Silly-Gallieni                |      |        |        |
| République Point-du-Jour*     |      |        |        |
| Billancourt - Rives-de-Seine* | 33,2 | 36,6   | 30,3   |

#### 2017
|                                                                                 | |                           |                           |                          |                          |
|                                                                                 | | Premier tour 11 juin 2017 | Premier tour 11 juin 2017 | Second tour 18 juin 2017 | Second tour 18 juin 2017 |
|                                                                                 | |                           |                           |                          |                          |
|                                                                                 | | Nombre                    | % des inscrits            | Nombre                   | % des inscrits           |
| Inscrits                                                                        | Inscrits                                                                                              | 64 984                    | 100,00                    | 64 985                   | 100,00                   |
| Abstentions                                                                     | Abstentions                                                                                           | 30 321                    | 46,66                     | 36 143                   | 55,62                    |
| Votants                                                                         | Votants                                                                                               | 34 663                    | 53,34                     | 28 842                   | 44,38                    |
|                                                                                 | |                           | % des votants             |                          | % des votants            |
| Bulletins blancs                                                                | Bulletins blancs                                                                                      | 987                       | 2,85                      | 2 663                    | 9,23                     |
| Bulletins nuls                                                                  | Bulletins nuls                                                                                        | 0                         | 0,00                      | 0                        | 0,00                     |
| Suffrages exprimés                                                              | Suffrages exprimés                                                                                    | 33 676                    | 97,15                     | 26 179                   | 90,77                    |
|                                                                                 | |                           |                           |                          |                          |
| Candidat Étiquette politique (partis et alliances)                              | Candidat Étiquette politique (partis et alliances)                                                    | Voix                      | % des exprimés            | Voix                     | % des exprimés           |
|                                                                                 | |                           |                           |                          |                          |
|                                                                                 | Thierry Solère (député sortant) Les Républicains (Union des démocrates et indépendants)               | 14 346                    | 42,60                     | 14 800                   | 56,53                    |
|                                                                                 | Marie-Laure Godin Divers droite (Les Républicains diss.)                                              | 10 568                    | 31,38                     | 11 379                   | 43,47                    |
|                                                                                 | Fabienne Gambiez Parti radical de gauche (Union des démocrates et des écologistes - Parti socialiste) | 2 144                     | 6,37                      |                          |                          |
|                                                                                 | Aminata Niakaté Europe Écologie Les Verts                                                             | 1 687                     | 5,01                      |                          |                          |
|                                                                                 | Nina Smarandi Front national                                                                          | 1 081                     | 3,21                      |                          |                          |
|                                                                                 | Isabelle Goïtia Parti communiste français                                                             | 856                       | 2,54                      |                          |                          |
|                                                                                 | Claire de Thézy Divers droite (Parti chrétien-démocrate)                                              | 657                       | 1,95                      |                          |                          |
|                                                                                 | Eliott Nouaille Divers gauche (Nouvelle Donne)                                                        | 619                       | 1,84                      |                          |                          |
|                                                                                 | Talia Delahaye Divers (Parti animaliste)                                                              | 618                       | 1,84                      |                          |                          |
|                                                                                 | Bruno Ricard Écologiste (Mouvement 100 %)                                                             | 479                       | 1,42                      |                          |                          |
|                                                                                 | Olivier Fouqueray Divers (Union populaire républicaine)                                               | 231                       | 0,69                      |                          |                          |
|                                                                                 | Charles Ramaré Divers (Allons enfants !)                                                              | 205                       | 0,61                      |                          |                          |
|                                                                                 | Délissia Soustiel Lutte ouvrière                                                                      | 185                       | 0,55                      |                          |                          |
| Source : Ministère de l'Intérieur - Neuvième circonscription des Hauts-de-Seine | |                           |                           |                          |                          |

Résultats par quartiers administratifs 
| Quartier                      | LO       | PCF    | ND       | EELV    | PRG     | PA       | DVE    | AE     | LR     | PCD   | DVD   | UPR       | FN       |
| Quartier                      | Soustiel | Goïtia | Nouaille | Niakate | Gambiez | Delahaye | Ricard | Ramaré | Solère | Thézy | Godin | Fouqueray | Smarandi |
| ----------------------------- | -------- | ------ | -------- | ------- | ------- | -------- | ------ | ------ | ------ | ----- | ----- | --------- | -------- |
| Quartier                      |          |        |          |         |         |          |        |        |        |       |       |           |          |
| Total                         | 0,6      | 2,5    | 1,8      | 5       | 6,4     | 1,8      | 1,4    | 0,6    | 42,6   | 2     | 31,4  | 0,7       | 3,2      |
| Parchamp Albert-Khan          |          |        |          |         |         |          |        |        |        |       |       |           |          |
| Les Princes - Marmottan       |          |        |          |         |         |          |        |        |        |       |       |           |          |
| Centre-ville                  |          |        |          |         |         |          |        |        |        |       |       |           |          |
| Silly-Gallieni                |          |        |          |         |         |          |        |        |        |       |       |           |          |
| République Point-du-Jour*     |          |        |          |         |         |          |        |        |        |       |       |           |          |
| Billancourt - Rives-de-Seine* | 1,1      | 4,6    | 2,6      | 7       | 8       | 2,2      | 1,6    | 0,5    | 37,8   | 1,3   | 29,2  | 0,7       | 3,6      |

- Les résultats de ces quartiers concernent uniquement les bureaux de vote de la neuvième circonscription des Hauts-de-Seine.

#### 2022
Les élections législatives françaises de 2022 se déroulent les dimanches 12 et 19 juin 2022.
|                                                    |                                                                        |                           |                           |                          |                          |
|                                                    |                                                                        | Premier tour 12 juin 2022 | Premier tour 12 juin 2022 | Second tour 19 juin 2022 | Second tour 19 juin 2022 |
|                                                    |                                                                        |                           |                           |                          |                          |
|                                                    |                                                                        | Nombre                    | % des inscrits            | Nombre                   | % des inscrits           |
| Inscrits                                           | Inscrits                                                               |                           | 100,00                    |                          | 100,00                   |
| Abstentions                                        |                                                                        |                           |                           |                          |                          |
| Votants                                            |                                                                        |                           |                           |                          |                          |
|                                                    |                                                                        |                           | % des votants             |                          | % des votants            |
| Bulletins blancs                                   |                                                                        |                           |                           |                          |                          |
| Bulletins nuls                                     |                                                                        |                           |                           |                          |                          |
| Suffrages exprimés                                 |                                                                        |                           |                           |                          |                          |
|                                                    |                                                                        |                           |                           |                          |                          |
| Candidat Étiquette politique (partis et alliances) | Candidat Étiquette politique (partis et alliances)                     | Voix                      | % des exprimés            | Voix                     | % des exprimés           |
|                                                    |                                                                        |                           |                           |                          |                          |
|                                                    | Emmanuel Pellerin Ensemble                                             | 10 307                    | 29,30                     | 15 838                   | 53,91                    |
|                                                    | Pascal Louap Les Républicains                                          | 7 672                     | 21,81                     | 13 542                   | 46,09                    |
|                                                    | Pauline Rapilly Ferniot Nouvelle Union populaire écologique et sociale | 6 200                     | 17,63                     |                          |                          |
|                                                    | Antoine de Jerphanion Divers droite                                    | 5 349                     | 15,21                     |                          |                          |
|                                                    | Guillaume Bessières Reconquête                                         | 2 538                     | 7,21                      |                          |                          |
|                                                    | Nathalie Gaudé Rassemblement national                                  | 1 507                     | 4,28                      |                          |                          |
|                                                    | Laurent Violleau Fédération de la gauche républicaine                  | 712                       | 2,02                      |                          |                          |
|                                                    | Léopold Chesneau Parti animaliste                                      | 554                       | 1,57                      |                          |                          |
|                                                    | Anne-Laure Chaudon Lutte ouvrière                                      | 120                       | 0,34                      |                          |                          |
|                                                    | Elena Sauteray Nouveau Parti anticapitaliste                           | 92                        | 0,26                      |                          |                          |
|                                                    | Julien Desnos Le Mouvement de la ruralité                              | 64                        | 0,18                      |                          |                          |
|                                                    | Monia Asmani Union des démocrates musulmans français                   | 62                        | 0,18                      |                          |                          |

## Élections européennes

### 2019
|                | Nathalie Loiseau        | LREM           | 16 760 | 40,86  |  |  |
|                | François-Xavier Bellamy | LR             | 6 622  | 16,14  |  |  |
|                | Yannick Jadot           | EELV           | 5 485  | 13,37  |  |  |
|                | Jordan Bardella         | RN             | 3 094  | 7,54   |  |  |
|                | Raphaël Glucksmann      | PS             | 2 039  | 4,97   |  |  |
|                | Manon Aubry             | FI             | 1 134  | 2,76   |  |  |
|                | Jean-Christophe Lagarde | UDI            | 1 060  | 2,58   |  |  |
|                | Benoît Hamon            | G.s            | 925    | 2,26   |  |  |
|                | Hélène Thouy            | PA             | 702    | 1,71   |  |  |
|                | Dominique Bourg         | GE             | 665    | 1,62   |  |  |
|                | Nicolas Dupont-Aignan   | DLF            | 592    | 1,44   |  |  |
|                | François Asselineau     | UPR            | 412    | 1,00   |  |  |
|                | Ian Brossat             | PCF            | 407    | 0,99   |  |  |
|                | Florie Marie            | PP             | 192    | 0,47   |  |  |
|                | Nagib Azergui           | UDMF           | 167    | 0,41   |  |  |
|                | Francis Lalanne         | GJ             | 88     | 0,21   |  |  |
|                | Nathalie Arthaud        | LO             | 82     | 0,20   |  |  |
|                | Nathalie Tomasini       | DV             | 74     | 0,18   |  |  |
|                | Gilles Helgen           | RIC            | 63     | 0,15   |  |  |
|                | Sophie Caillaud         | AE             | 58     | 0,14   |  |  |
|                | Florian Philippot       | LP             | 53     | 0,13   |  |  |
|                | Vincent Vauclin         | EXD            | 49     | 0,12   |  |  |
|                | Renaud Camus            | SIEL           | 35     | 0,09   |  |  |
|                | Robert de Prévoisin     | AR             | 35     | 0,09   |  |  |
|                | Yves Gernigon           | PFE            | 33     | 0,08   |  |  |
|                | Hadama Traoré           | DR             | 33     | 0,08   |  |  |
|                | Olivier Bidou           | DV             | 27     | 0,07   |  |  |
|                | Cathy Corbet            | DV             | 26     | 0,06   |  |  |
|                | Yves Gernigon           | PFE            | 33     | 0,08   |  |  |
|                | Antonio Sanchez         | PRC            | 23     | 0,06   |  |  |
|                | Thérèse Delfel          | PPLD           | 21     | 0,05   |  |  |
|                | Christian-Luc Person    | DV             | 20     | 0,05   |  |  |
|                | Audric Alexandre        | DV             | 17     | 0,04   |  |  |
|                | Pierre Dieumegard       | DV             | 13     | 0,03   |  |  |
|                | Christophe Chalençon    | DV             | 6      | 0,01   |  |  |
|                |                         |                |        |        |  |  |
| Inscrits       | Inscrits                | Inscrits       | 70 859 | 100,00 |  |  |
| Abstentions    | Abstentions             | Abstentions    | 29 134 | 41,10  |  |  |
| Votants        | Votants                 | Votants        | 41 735 | 58,90  |  |  |
| Blancs et nuls | Blancs et nuls          | Blancs et nuls | 716    | 1,72   |  |  |
| Exprimés       | Exprimés                | Exprimés       | 41 019 | 98,28  |  |  |

## Synthèse des résultats par force politique

### Synthèse graphique des résultats des élections législatives
Le graphique qui aurait dû être présenté ici ne peut pas être affiché car il utilise l'ancienne extension Graph, désactivée pour des questions de sécurité. Des indications pour créer un nouveau graphique avec la nouvelle extension Chart sont disponibles ici.

### Parti communiste français

#### Élections législatives
| Année                                                                         | Candidat                                               | Premier tour                                           | Premier tour                                           | Premier tour                                           | Second tour                                            | Second tour                                            | Second tour                                            |
| Année                                                                         | Candidat                                               | Voix                                                   | %                                                      | Rang                                                   | Voix                                                   | %                                                      | Rang                                                   |
| ----------------------------------------------------------------------------- | ------------------------------------------------------ | ------------------------------------------------------ | ------------------------------------------------------ | ------------------------------------------------------ | ------------------------------------------------------ | ------------------------------------------------------ | ------------------------------------------------------ |
| 1967                                                                          | Émile Clet                                             | 11 826                                                 | 23,57                                                  | 2e                                                     | 19 552                                                 | 40,20                                                  | 2e                                                     |
| 1968                                                                          | Émile Clet                                             | 10 183                                                 | 21,53                                                  | 2e                                                     | 14 936                                                 | 33,34                                                  | 2e                                                     |
| 1973                                                                          | Émile Clet                                             | 9 604                                                  | 20,20                                                  | 2e                                                     | 18 219                                                 | 40,61                                                  | 2e                                                     |
| 1978                                                                          | Aimé Halbeher                                          | 7 432                                                  | 14,70                                                  | 3e                                                     |                                                        |                                                        |                                                        |
| 1981                                                                          | Aimé Halbeher                                          | 3 416                                                  | 8,03                                                   | 3e                                                     |                                                        |                                                        |                                                        |
| 1986                                                                          | Scrutin de liste                                       | 2 281                                                  | 5,00                                                   | 5e                                                     |                                                        |                                                        |                                                        |
| Passage de la dixième à la neuvième circonscription des Hauts-de-Seine (1988) |                                                        |                                                        |                                                        |                                                        |                                                        |                                                        |                                                        |
| 1988                                                                          | Robert Créange                                         | 1 703                                                  | 4,81                                                   | 4e                                                     |                                                        |                                                        |                                                        |
| 1993                                                                          | Robert Créange                                         | 1 730                                                  | 4,67                                                   | 5e                                                     |                                                        |                                                        |                                                        |
| 1997                                                                          | Jean-Pierre Quilgars                                   | 1 128                                                  | 3,37                                                   | 7e                                                     |                                                        |                                                        |                                                        |
| 2002                                                                          | Isabelle Goïtia                                        | 457                                                    | 1,27                                                   | 7e                                                     |                                                        |                                                        |                                                        |
| 2007                                                                          | Isabelle Goïtia                                        | 370                                                    | 0,98                                                   | 9e                                                     |                                                        |                                                        |                                                        |
| 2012                                                                          | Isabelle Goïtia                                        | 748                                                    | 2,07                                                   | 8e                                                     |                                                        |                                                        |                                                        |
| 2017                                                                          | Isabelle Goïtia                                        | 856                                                    | 2,54                                                   | 6e                                                     |                                                        |                                                        |                                                        |
| 2022                                                                          | Absence de candidature du fait des accords de la NUPES | Absence de candidature du fait des accords de la NUPES | Absence de candidature du fait des accords de la NUPES | Absence de candidature du fait des accords de la NUPES | Absence de candidature du fait des accords de la NUPES | Absence de candidature du fait des accords de la NUPES | Absence de candidature du fait des accords de la NUPES |
| 2024                                                                          | Absence de candidature du fait des accords du NFP      | Absence de candidature du fait des accords du NFP      | Absence de candidature du fait des accords du NFP      | Absence de candidature du fait des accords du NFP      | Absence de candidature du fait des accords du NFP      | Absence de candidature du fait des accords du NFP      | Absence de candidature du fait des accords du NFP      |
| 2025                                                                          | Absence de candidature du fait des accords du NFP      | Absence de candidature du fait des accords du NFP      | Absence de candidature du fait des accords du NFP      | Absence de candidature du fait des accords du NFP      | Absence de candidature du fait des accords du NFP      | Absence de candidature du fait des accords du NFP      | Absence de candidature du fait des accords du NFP      |

#### Élections municipales
| Année | Tête de liste                                      | 1er tour                                           | 1er tour                                           | 1er tour                                           | 2d tour                                            | 2d tour                                            | 2d tour                                            | Sièges obtenus |
| Année | Tête de liste                                      | Voix                                               | %                                                  | Rang                                               | Voix                                               | %                                                  | Rang                                               | Sièges obtenus |
| ----- | -------------------------------------------------- | -------------------------------------------------- | -------------------------------------------------- | -------------------------------------------------- | -------------------------------------------------- | -------------------------------------------------- | -------------------------------------------------- | -------------- |
| 1989a | Aimé Halbeher                                      | 12 503                                             | 31,47                                              | 2e                                                 |                                                    |                                                    |                                                    | 0 / 55         |
| 1983  | Présents sur la liste d'André Nicolas (PS)         | Présents sur la liste d'André Nicolas (PS)         | Présents sur la liste d'André Nicolas (PS)         | Présents sur la liste d'André Nicolas (PS)         | Présents sur la liste d'André Nicolas (PS)         | Présents sur la liste d'André Nicolas (PS)         | Présents sur la liste d'André Nicolas (PS)         | 1 / 55         |
| 1989  | Robert Créange                                     | 2 166                                              | 6,76                                               | 4e                                                 |                                                    |                                                    |                                                    | 1 / 55         |
| 1995  | Présents sur la liste de Pierre Gaborit (PS)       | Présents sur la liste de Pierre Gaborit (PS)       | Présents sur la liste de Pierre Gaborit (PS)       | Présents sur la liste de Pierre Gaborit (PS)       | Présents sur la liste de Pierre Gaborit (PS)       | Présents sur la liste de Pierre Gaborit (PS)       | Présents sur la liste de Pierre Gaborit (PS)       | 1 / 55         |
| 2001  | Présents sur la liste de Pierre Gaborit (PS)       | Présents sur la liste de Pierre Gaborit (PS)       | Présents sur la liste de Pierre Gaborit (PS)       | Présents sur la liste de Pierre Gaborit (PS)       | Présents sur la liste de Pierre Gaborit (PS)       | Présents sur la liste de Pierre Gaborit (PS)       | Présents sur la liste de Pierre Gaborit (PS)       | 1 / 55         |
| 2008  | Présents sur la liste de Marie-Hélène Vouette (PS) | Présents sur la liste de Marie-Hélène Vouette (PS) | Présents sur la liste de Marie-Hélène Vouette (PS) | Présents sur la liste de Marie-Hélène Vouette (PS) | Présents sur la liste de Marie-Hélène Vouette (PS) | Présents sur la liste de Marie-Hélène Vouette (PS) | Présents sur la liste de Marie-Hélène Vouette (PS) | 0 / 55         |
| 2014  | Isabelle Goïtia                                    | 1 321                                              | 3,44                                               | 5e                                                 |                                                    |                                                    |                                                    | 0 / 55         |
| 2020  | Isabelle Goïtia                                    | 659                                                | 2,60                                               | 6e                                                 |                                                    |                                                    |                                                    | 0 / 55         |

a Liste commune avec le Parti socialiste (aucun siège)

#### Élections cantonales

##### Canton de Boulogne-Billancourt-sud
| Année | Candidat        | Premier tour | Premier tour | Premier tour | Second tour | Second tour | Second tour |
| Année | Candidat        | Voix         | %            | Rang         | Voix        | %           | Rang        |
| ----- | --------------- | ------------ | ------------ | ------------ | ----------- | ----------- | ----------- |
| 1988  | -               | 760          | 9,46         | 4e           |             |             |             |
| 1994  | Robert Créange  | 859          | 8,04         | 6e           |             |             |             |
| 2001  | Isabelle Goïtia | 539          | 5,07         | 5e           |             |             |             |
| 2008  | Isabelle Goïtia | 648          | 5,07         | 4e           |             |             |             |

##### Canton de Boulogne-Billancourt-Nord-Est
| Année | Candidat             | Premier tour | Premier tour | Premier tour | Second tour | Second tour | Second tour |
| Année | Candidat             | Voix         | %            | Rang         | Voix        | %           | Rang        |
| ----- | -------------------- | ------------ | ------------ | ------------ | ----------- | ----------- | ----------- |
| 1988  | -                    | 241          | 4,80         | 5e           |             |             |             |
| 1994  | Jacques Guillot      | 298          | 4,35         | 4e           |             |             |             |
| 2001  | Marie-Claude Willard | 183          | 2,52         | 6e           |             |             |             |
| 2008  |                      |              |              |              |             |             |             |

##### Canton de Boulogne-Billancourt-Nord-Ouest
| Année | Candidat        | Premier tour | Premier tour | Premier tour | Second tour | Second tour | Second tour |
| Année | Candidat        | Voix         | %            | Rang         | Voix        | %           | Rang        |
| ----- | --------------- | ------------ | ------------ | ------------ | ----------- | ----------- | ----------- |
| 1992  | Gérard Le Bihan | 509          | 4,31         | 7e           |             |             |             |
| 1998  | Tony Puech      | 348          | 3,41         | 6e           |             |             |             |
| 2004  | Isabelle Goïtia | 272          | 2,23         | 6e           |             |             |             |
| 2011  | Alain Tailleur  | 202          | 2,89         | 5e           |             |             |             |

#### Élections départementales

##### Canton de Boulogne-Billancourt-1
| Année | Candidat | Candidat         | Candidat | Candidate | Candidate     | Candidate | Premier tour | Premier tour | Premier tour | Second tour | Second tour | Second tour |
| Année | Candidat | Candidat         | Candidat | Candidate | Candidate     | Candidate | Voix         | %            | Rang         | Voix        | %           | Rang        |
| ----- | -------- | ---------------- | -------- | --------- | ------------- | --------- | ------------ | ------------ | ------------ | ----------- | ----------- | ----------- |
| 2015  |          | Étienne Almayrac | PCF      |           | Sandra Talbot | PCF       | 475          | 2,57         | 5e           |             |             |             |
| 2021  |          | Frédéric Probel  | PCF      |           | Martine Even  | G.s       | 841          | 5,71         | 5e           |             |             |             |

##### Canton de Boulogne-Billancourt-2
| Année | Candidat | Candidat        | Candidat | Candidate | Candidate       | Candidate | Premier tour | Premier tour | Premier tour | Second tour | Second tour | Second tour |
| Année | Candidat | Candidat        | Candidat | Candidate | Candidate       | Candidate | Voix         | %            | Rang         | Voix        | %           | Rang        |
| ----- | -------- | --------------- | -------- | --------- | --------------- | --------- | ------------ | ------------ | ------------ | ----------- | ----------- | ----------- |
| 2015  |          | Gilles Chobert  | PCF      |           | Isabelle Goïtia | PCF       | 746          | 4,03         | 5e           |             |             |             |
| 2021  |          | Nicolas Gaborit | PS       |           | Anne Beaufils   | DVG       | 1 826        | 12,18        | 4e           |             |             |             |

### Parti socialiste

#### Élections législatives
| Année                                                                         | Candidat                                               | Premier tour                                           | Premier tour                                           | Premier tour                                           | Second tour                                            | Second tour                                            | Second tour                                            |
| Année                                                                         | Candidat                                               | Voix                                                   | %                                                      | Rang                                                   | Voix                                                   | %                                                      | Rang                                                   |
| ----------------------------------------------------------------------------- | ------------------------------------------------------ | ------------------------------------------------------ | ------------------------------------------------------ | ------------------------------------------------------ | ------------------------------------------------------ | ------------------------------------------------------ | ------------------------------------------------------ |
| 1967                                                                          | Georges Germain                                        | 7 943                                                  | 15,83                                                  | 3e                                                     |                                                        |                                                        |                                                        |
| 1968                                                                          | Pierre Naudet                                          | 3 172                                                  | 6,71                                                   | 4e                                                     |                                                        |                                                        |                                                        |
| 1973                                                                          | Robert Lucente                                         | 6 726                                                  | 14,14                                                  | 4e                                                     |                                                        |                                                        |                                                        |
| 1978                                                                          | Bernard Pibouin                                        | 9 084                                                  | 18,16                                                  | 2e                                                     | 18 232                                                 | 37,02                                                  | 2e                                                     |
| 1981                                                                          | Jacques Bahry                                          | 12 154                                                 | 28,58                                                  | 2e                                                     |                                                        |                                                        |                                                        |
| 1986                                                                          | Scrutin de liste                                       | 11 735                                                 | 25,73                                                  | 2e                                                     |                                                        |                                                        |                                                        |
| Passage de la dixième à la neuvième circonscription des Hauts-de-Seine (1988) |                                                        |                                                        |                                                        |                                                        |                                                        |                                                        |                                                        |
| 1988                                                                          | André Nicolas                                          | 9 148                                                  | 25,86                                                  | 2e                                                     |                                                        |                                                        |                                                        |
| 1993                                                                          | Pierre Gaborit                                         | 5 150                                                  | 14,76                                                  | 2e                                                     |                                                        |                                                        |                                                        |
| 1997                                                                          | Pierre Gaborit                                         | 6 367                                                  | 19,04                                                  | 2e                                                     | 10 908                                                 | 31,74                                                  | 2e                                                     |
| 2002                                                                          | Pierre Gaborit                                         | 7 434                                                  | 20,64                                                  | 2e                                                     |                                                        |                                                        |                                                        |
| 2007                                                                          | Pierre Gaborit                                         | 6 873                                                  | 18,17                                                  | 2e                                                     |                                                        |                                                        |                                                        |
| 2012                                                                          | Martine Even                                           | 7 994                                                  | 22,14                                                  | 3e                                                     | 7 864                                                  | 22,24                                                  | 3e                                                     |
| 2017                                                                          | Fabienne Gambiez (PRG)                                 | 2 144                                                  | 6,37                                                   | 3e                                                     |                                                        |                                                        |                                                        |
| 2022                                                                          | Absence de candidature du fait des accords de la NUPES | Absence de candidature du fait des accords de la NUPES | Absence de candidature du fait des accords de la NUPES | Absence de candidature du fait des accords de la NUPES | Absence de candidature du fait des accords de la NUPES | Absence de candidature du fait des accords de la NUPES | Absence de candidature du fait des accords de la NUPES |
| 2024                                                                          | Absence de candidature du fait des accords du NFP      | Absence de candidature du fait des accords du NFP      | Absence de candidature du fait des accords du NFP      | Absence de candidature du fait des accords du NFP      | Absence de candidature du fait des accords du NFP      | Absence de candidature du fait des accords du NFP      | Absence de candidature du fait des accords du NFP      |
| 2025                                                                          | Absence de candidature du fait des accords du NFP      | Absence de candidature du fait des accords du NFP      | Absence de candidature du fait des accords du NFP      | Absence de candidature du fait des accords du NFP      | Absence de candidature du fait des accords du NFP      | Absence de candidature du fait des accords du NFP      | Absence de candidature du fait des accords du NFP      |

#### Élections municipales
| Année  | Tête de liste        | 1er tour | 1er tour | 1er tour | 2d tour | 2d tour | 2d tour | Sièges obtenus |
| Année  | Tête de liste        | Voix     | %        | Rang     | Voix    | %       | Rang    | Sièges obtenus |
| ------ | -------------------- | -------- | -------- | -------- | ------- | ------- | ------- | -------------- |
| 2001a  | Pierre Gaborit       | 7 255    | 25,26    | 2e       | 9 155   | 32,92   | 2e      | 6 / 55         |
| 2008b  | Marie-Hélène Vouette | 6 660    | 19,23    | 3e       | 7 091   | 20,82   | 3e      | 5 / 55         |
| 2014 c | Pierre Gaborit       | 5 269    | 13,71    | 3e       | 5 506   | 15,43   | 3e      | 4 / 55         |
| 2020d  | Judith Shan          | 2 035    | 8,05     | 4e       |         |         |         | 1 / 55         |

a Liste commune avec le PCF (2 sièges) et LV (2 sièges).

b Liste commune avec le PCF (0 siège) et LV (0 siège)
c Liste commune avec EELV (0 puis 1 siège).

d Liste commune avec l’association citoyenne Nous sommes Boulogne (1 siège)

#### Élections cantonales

##### Canton de Boulogne-Billancourt-sud
| Année | Candidat             | Premier tour | Premier tour | Premier tour | Second tour | Second tour | Second tour |
| Année | Candidat             | Voix         | %            | Rang         | Voix        | %           | Rang        |
| ----- | -------------------- | ------------ | ------------ | ------------ | ----------- | ----------- | ----------- |
| 1988  | -                    | 1 966        | 24,46        | 2e           | 2 858       | 36,64       | 2e          |
| 1994  | André Nicolas        | 2 007        | 18,79        | 2e           | 4 132       | 45,09       | 2e          |
| 2001  | Marie-Hélène Vouette | 2 959        | 27,84        | 1er          | 4 378       | 43,10       | 2e          |
| 2008  | Pierre Gaborit       | 4 216        | 33,01        | 1er          | 5 513       | 44,56       | 2e          |

##### Canton de Boulogne-Billancourt-Nord-Est
| Année | Candidat                                | Premier tour                            | Premier tour                            | Premier tour                            | Second tour                             | Second tour                             | Second tour                             |
| Année | Candidat                                | Voix                                    | %                                       | Rang                                    | Voix                                    | %                                       | Rang                                    |
| ----- | --------------------------------------- | --------------------------------------- | --------------------------------------- | --------------------------------------- | --------------------------------------- | --------------------------------------- | --------------------------------------- |
| 1988  | -                                       | 1 023                                   | 16,15                                   | 3e                                      |                                         |                                         |                                         |
| 1994  | Gisèle Pujo                             | 1 552                                   | 22,68                                   | 2e                                      |                                         |                                         |                                         |
| 2001  | Arnaud Jutier                           | 2 928                                   | 32,68                                   | 2e                                      |                                         |                                         |                                         |
| 2008  | Soutien à Sébastien Scognamiglio (EELV) | Soutien à Sébastien Scognamiglio (EELV) | Soutien à Sébastien Scognamiglio (EELV) | Soutien à Sébastien Scognamiglio (EELV) | Soutien à Sébastien Scognamiglio (EELV) | Soutien à Sébastien Scognamiglio (EELV) | Soutien à Sébastien Scognamiglio (EELV) |

##### Canton de Boulogne-Billancourt-Nord-Ouest
| Année | Candidat             | Premier tour | Premier tour | Premier tour | Second tour | Second tour | Second tour |
| Année | Candidat             | Voix         | %            | Rang         | Voix        | %           | Rang        |
| ----- | -------------------- | ------------ | ------------ | ------------ | ----------- | ----------- | ----------- |
| 1992  | Gisèle Pujo          | 1 557        | 13,17        | 2e           |             |             |             |
| 1998  | Marie-Hélène Vouette | 2 3448       | 22,01        | 2e           |             |             |             |
| 2004  | Marc Fusina          | 2 373        | 19,49        | 3e           | 4 221       | 33,98       | 2e          |
| 2011  | Chloé Jaillard       | 1 464        | 20,92        | 2e           | 2 633       | 38,01       | 2e          |

#### Élections départementales

##### Canton de Boulogne-Billancourt-1
| Année | Candidat | Candidat             | Candidat | Candidate | Candidate      | Candidate | Premier tour | Premier tour | Premier tour | Second tour | Second tour | Second tour |
| Année | Candidat | Candidat             | Candidat | Candidate | Candidate      | Candidate | Voix         | %            | Rang         | Voix        | %           | Rang        |
| ----- | -------- | -------------------- | -------- | --------- | -------------- | --------- | ------------ | ------------ | ------------ | ----------- | ----------- | ----------- |
| 2015  |          | Jean-Michel Tisseyre | PS       |           | Chloé Jaillard | PS        | 2 273        | 14,97        | 2e           |             |             |             |
| 2021  |          | Frédéric Probel      | PCF      |           | Martine Even   | G.s       | 841          | 5,71         | 5e           |             |             |             |

##### Canton de Boulogne-Billancourt-2
| Année | Candidat | Candidat        | Candidat | Candidate | Candidate       | Candidate | Premier tour | Premier tour | Premier tour | Second tour | Second tour | Second tour |
| Année | Candidat | Candidat        | Candidat | Candidate | Candidate       | Candidate | Voix         | %            | Rang         | Voix        | %           | Rang        |
| ----- | -------- | --------------- | -------- | --------- | --------------- | --------- | ------------ | ------------ | ------------ | ----------- | ----------- | ----------- |
| 2015  |          | Nicolas Gaborit | PS       |           | Catherine Cyrot | PS        | 4 231        | 22,87        | 2e           | 5 542       | 34,11       | 2e          |
| 2021  |          | Nicolas Gaborit | PS       |           | Anne Beaufils   | DVG       | 1 826        | 12,18        | 4e           |             |             |             |

### Les Verts - EELV

#### Élections législatives
| Année                                                                         | Candidat                | Premier tour | Premier tour | Premier tour | Second tour | Second tour | Second tour |
| Année                                                                         | Candidat                | Voix         | %            | Rang         | Voix        | %           | Rang        |
| ----------------------------------------------------------------------------- | ----------------------- | ------------ | ------------ | ------------ | ----------- | ----------- | ----------- |
| 1986                                                                          | Scrutin de liste        | 710          | 1,56         | 6e           |             |             |             |
| Passage de la dixième à la neuvième circonscription des Hauts-de-Seine (1988) |                         |              |              |              |             |             |             |
| 1988                                                                          |                         |              |              |              |             |             |             |
| 1993                                                                          | Yann Fradin             | 2 913        | 8,35         | 4e           |             |             |             |
| 1997                                                                          | Marie-Françoise Duthu   | 1 000        | 2,99         | 8e           |             |             |             |
| 2002                                                                          | Rémi Lescoeur           | 667          | 1,85         | 5e           |             |             |             |
| 2007                                                                          | Peggy Duboucher         | 947          | 2,50         | 4e           |             |             |             |
| 2012                                                                          | Odile Joyeux            | 1 076        | 2,96         | 7e           |             |             |             |
| 2017                                                                          | Aminata Niakaté         | 1 687        | 5,01         | 4e           |             |             |             |
| 2022a                                                                         | Pauline Rapilly-Ferniot | 6 200        | 17,63        | 3e           |             |             |             |
| 2024a                                                                         | Pauline Rapilly-Ferniot | 10 024       | 21,39        | 2e           | 10 543      | 27,37       | 2e          |
| 2025a                                                                         | Pauline Rapilly-Ferniot | 2 684        | 13,83        | 3e           |             |             |             |

a  Candidature présentée dans le cadre des accords de la NUPES (2022), puis du NFP (2024, 2025).

#### Élections municipales
| Année | Tête de liste                                      | 1er tour                                           | 1er tour                                           | 1er tour                                           | 2d tour                                            | 2d tour                                            | 2d tour                                            | Sièges obtenus |
| Année | Tête de liste                                      | Voix                                               | %                                                  | Rang                                               | Voix                                               | %                                                  | Rang                                               | Sièges obtenus |
| ----- | -------------------------------------------------- | -------------------------------------------------- | -------------------------------------------------- | -------------------------------------------------- | -------------------------------------------------- | -------------------------------------------------- | -------------------------------------------------- | -------------- |
| 2001  | Présents sur la liste de Pierre Gaborit (PS)       | Présents sur la liste de Pierre Gaborit (PS)       | Présents sur la liste de Pierre Gaborit (PS)       | Présents sur la liste de Pierre Gaborit (PS)       | Présents sur la liste de Pierre Gaborit (PS)       | Présents sur la liste de Pierre Gaborit (PS)       | Présents sur la liste de Pierre Gaborit (PS)       | 2 / 55         |
| 2008  | Présents sur la liste de Marie-Hélène Vouette (PS) | Présents sur la liste de Marie-Hélène Vouette (PS) | Présents sur la liste de Marie-Hélène Vouette (PS) | Présents sur la liste de Marie-Hélène Vouette (PS) | Présents sur la liste de Marie-Hélène Vouette (PS) | Présents sur la liste de Marie-Hélène Vouette (PS) | Présents sur la liste de Marie-Hélène Vouette (PS) | 0 / 55         |
| 2014a | Présents sur la liste de Pierre Gaborit (PS)       | Présents sur la liste de Pierre Gaborit (PS)       | Présents sur la liste de Pierre Gaborit (PS)       | Présents sur la liste de Pierre Gaborit (PS)       | Présents sur la liste de Pierre Gaborit (PS)       | Présents sur la liste de Pierre Gaborit (PS)       | Présents sur la liste de Pierre Gaborit (PS)       | 0 / 55         |
| 2020  | Pauline Rapilly-Ferniot                            | 1 964                                              | 7,77                                               | 5e                                                 |                                                    |                                                    |                                                    | 2 / 55         |

a Gain d’un siège après la démission de Chloé Jaillard (PS) au profit de François Thellier (EELV).

#### Élections cantonales

##### Canton de Boulogne-Billancourt-sud
| Année | Candidat                      | Premier tour                  | Premier tour                  | Premier tour                  | Second tour                   | Second tour                   | Second tour                   |
| Année | Candidat                      | Voix                          | %                             | Rang                          | Voix                          | %                             | Rang                          |
| ----- | ----------------------------- | ----------------------------- | ----------------------------- | ----------------------------- | ----------------------------- | ----------------------------- | ----------------------------- |
| 1988  |                               |                               |                               |                               |                               |                               |                               |
| 1994  | Monique Cherrier              | 599                           | 5,61                          | 7e                            |                               |                               |                               |
| 2001  |                               |                               |                               |                               |                               |                               |                               |
| 2008  | Soutien à Pierre Gaborit (PS) | Soutien à Pierre Gaborit (PS) | Soutien à Pierre Gaborit (PS) | Soutien à Pierre Gaborit (PS) | Soutien à Pierre Gaborit (PS) | Soutien à Pierre Gaborit (PS) | Soutien à Pierre Gaborit (PS) |

##### Canton de Boulogne-Billancourt-Nord-Est
| Année | Candidat               | Premier tour | Premier tour | Premier tour | Second tour | Second tour | Second tour |
| Année | Candidat               | Voix         | %            | Rang         | Voix        | %           | Rang        |
| ----- | ---------------------- | ------------ | ------------ | ------------ | ----------- | ----------- | ----------- |
| 1988  |                        |              |              |              |             |             |             |
| 1994  |                        |              |              |              |             |             |             |
| 2001  | Gérard Caussac         | 794          | 10,94        | 3e           |             |             |             |
| 2008  | Sébastien Scognamiglio | 1 765        | 19,68        | 3e           |             |             |             |

##### Canton de Boulogne-Billancourt-Nord-Ouest
| Année | Candidat           | Premier tour | Premier tour | Premier tour | Second tour | Second tour | Second tour |
| Année | Candidat           | Voix         | %            | Rang         | Voix        | %           | Rang        |
| ----- | ------------------ | ------------ | ------------ | ------------ | ----------- | ----------- | ----------- |
| 1992  | Didier Hervo       | 591          | 5,00         | 6e           |             |             |             |
| 1998  | Frédéric Kit       | 486          | 4,76         | 4e           |             |             |             |
| 2004  | Alain Mathioudakis | 796          | 6,54         | 5e           |             |             |             |
| 2011  | Maurice Gille      | 1 119        | 15,99        | 3e           |             |             |             |

#### Élections départementales

##### Canton de Boulogne-Billancourt-1
| Année | Candidat | Candidat            | Candidat | Candidate | Candidate       | Candidate | Premier tour | Premier tour | Premier tour | Second tour | Second tour | Second tour |
| Année | Candidat | Candidat            | Candidat | Candidate | Candidate       | Candidate | Voix         | %            | Rang         | Voix        | %           | Rang        |
| ----- | -------- | ------------------- | -------- | --------- | --------------- | --------- | ------------ | ------------ | ------------ | ----------- | ----------- | ----------- |
| 2015  |          | Baptiste Audet      | EELV     |           | Chekra Kaabi    | EELV      | 1 230        | 6,64         | 4e           |             |             |             |
| 2021  |          | Stanislav Povolachi | EELV     |           | Sarah Champagne | EELV      | 1 729        | 11,74        | 3e           |             |             |             |

##### Canton de Boulogne-Billancourt-2
| Année | Candidat | Candidat             | Candidat | Candidate | Candidate               | Candidate | Premier tour | Premier tour | Premier tour | Second tour | Second tour | Second tour |
| Année | Candidat | Candidat             | Candidat | Candidate | Candidate               | Candidate | Voix         | %            | Rang         | Voix        | %           | Rang        |
| ----- | -------- | -------------------- | -------- | --------- | ----------------------- | --------- | ------------ | ------------ | ------------ | ----------- | ----------- | ----------- |
| 2015  |          | Emmanuel Saint-James | EELV     |           | Isabelle Turmaine       | EELV      | 1 760        | 9,51         | 4e           |             |             |             |
| 2021  |          | Philippe Audoin      | EELV     |           | Pauline Rapilly-Ferniot | EELV      | 3 178        | 21,20        | 2e           | 5 808       | 37,24       | 2e          |

### UDR - RPR - UMP - LR

#### Élections législatives
| Année                                                                         | Candidat                 | Premier tour | Premier tour | Premier tour | Second tour | Second tour | Second tour |
| Année                                                                         | Candidat                 | Voix         | %            | Rang         | Voix        | %           | Rang        |
| ----------------------------------------------------------------------------- | ------------------------ | ------------ | ------------ | ------------ | ----------- | ----------- | ----------- |
| 1967                                                                          | Georges Gorse            | 18 041       | 35,96        | 1er          | 22 962      | 47,21       | 1er         |
| 1968                                                                          | Georges Gorse            | 20 028       | 42,35        | 1er          | 22 250      | 49,65       | 1er         |
| 1973                                                                          | Georges Gorse            | 19 680       | 41,38        | 1er          | 26 639      | 59,39       | 1er         |
| 1978                                                                          | Georges Gorse            | 22 545       | 45,06        | 1er          | 31 019      | 62,98       | 1er         |
| 1981                                                                          | Georges Gorse            | 25 713       | 60,47        | 1er          |             |             |             |
| 1986                                                                          | Scrutin de liste         | 20 664       | 45,30        | 1er          |             |             |             |
| Passage de la dixième à la neuvième circonscription des Hauts-de-Seine (1988) |                          |              |              |              |             |             |             |
| 1988                                                                          | Georges Gorse            | 19 715       | 56,49        | 1er          |             |             |             |
| 1993                                                                          | Georges Gorse            | 21 619       | 60,55        | 1er          |             |             |             |
| 1997                                                                          | Georges Gorse            | 4 795        | 14,35        | 3e           |             |             |             |
| 2002                                                                          | Pierre-Christophe Baguet | 21 982       | 61,02        | 1er          |             |             |             |
| 2007                                                                          | Pierre-Christophe Baguet | 22 433       | 59,32        | 1er          |             |             |             |
| 2012                                                                          | Claude Guéant            | 10 978       | 30,41        | 1er          | 13 578      | 38,41       | 2e          |
| 2017                                                                          | Thierry Solère           | 14 346       | 42,60        | 1er          | 14 800      | 56,53       | 1er         |
| 2022                                                                          | Pascal Louap             | 7 672        | 21,81        | 2e           | 13 542      | 46,09       | 2e          |
| 2024                                                                          | Virginie Mathot          | 7 108        | 15,17        | 3e           |             |             |             |
| 2025                                                                          | Élisabeth de Maistre     | 7 407        | 38,17        | 1er          | 9 260       | 59,35       | 1er         |

#### Élections municipales
| Année | Tête de liste                                        | 1er tour                                             | 1er tour                                             | 1er tour                                             | 2d tour                                              | 2d tour                                              | 2d tour                                              | Sièges obtenus                                       |
| Année | Tête de liste                                        | Voix                                                 | %                                                    | Rang                                                 | Voix                                                 | %                                                    | Rang                                                 | Sièges obtenus                                       |
| ----- | ---------------------------------------------------- | ---------------------------------------------------- | ---------------------------------------------------- | ---------------------------------------------------- | ---------------------------------------------------- | ---------------------------------------------------- | ---------------------------------------------------- | ---------------------------------------------------- |
| 2001  | Présents sur la liste de Jean-Pierre Fourcade (UDF). | Présents sur la liste de Jean-Pierre Fourcade (UDF). | Présents sur la liste de Jean-Pierre Fourcade (UDF). | Présents sur la liste de Jean-Pierre Fourcade (UDF). | Présents sur la liste de Jean-Pierre Fourcade (UDF). | Présents sur la liste de Jean-Pierre Fourcade (UDF). | Présents sur la liste de Jean-Pierre Fourcade (UDF). | Présents sur la liste de Jean-Pierre Fourcade (UDF). |
| 2008  | Pierre-Christophe Baguet                             | 14 725                                               | 42,52                                                | 1er                                                  | 15 080                                               | 44,28                                                | 1er                                                  |                                                      |
| 2014  | Pierre-Christophe Baguet                             | 18 744                                               | 48,76                                                | 1er                                                  | 20 641                                               | 57,84                                                | 1er                                                  |                                                      |
| 2020  | Pierre-Christophe Baguet                             | 14 166                                               | 56,05                                                | 1er                                                  |                                                      |                                                      |                                                      |                                                      |

#### Élections cantonales

##### Canton de Boulogne-Billancourt-sud
| Année | Candidat          | Premier tour | Premier tour | Premier tour | Second tour | Second tour | Second tour |
| Année | Candidat          | Voix         | %            | Rang         | Voix        | %           | Rang        |
| ----- | ----------------- | ------------ | ------------ | ------------ | ----------- | ----------- | ----------- |
| 1988  | Georges Duhamel   | 4 409        | 54,86        | 1er          | 4 939       | 66,36       | 1er         |
| 1994  | Francis Choisel   | 2 342        | 21,92        | 1er          | 5 032       | 54,91       | 1er         |
| 2001  | Jean-Michel Cohen | 2 781        | 26,16        | 3e           |             |             |             |
| 2008  | Francis Choisel   | 3 428        | 26,84        | 3e           |             |             |             |

##### Canton de Boulogne-Billancourt-Nord-Est
| Année | Candidat             | Premier tour | Premier tour | Premier tour | Second tour | Second tour | Second tour |
| Année | Candidat             | Voix         | %            | Rang         | Voix        | %           | Rang        |
| ----- | -------------------- | ------------ | ------------ | ------------ | ----------- | ----------- | ----------- |
| 1988  |                      |              |              |              |             |             |             |
| 1994  |                      |              |              |              |             |             |             |
| 2001  |                      |              |              |              |             |             |             |
| 2008  | Marie-France de Rose | 3 934        | 43,87        | 1er          | 4 364       | 55,02       | 1er         |

##### Canton de Boulogne-Billancourt-Nord-Ouest
| Année | Candidat       | Premier tour | Premier tour | Premier tour | Second tour | Second tour | Second tour |
| Année | Candidat       | Voix         | %            | Rang         | Voix        | %           | Rang        |
| ----- | -------------- | ------------ | ------------ | ------------ | ----------- | ----------- | ----------- |
| 1992  | Vincent Tauzin | 6 147        | 52,01        | 1er          |             |             |             |
| 1998  | Henri Ricard   | 5 435        | 53,26        | 1er          |             |             |             |
| 2004  | Thierry Solère | 4 578        | 37,60        | 1er          | 8 202       | 66,02       | 1er         |
| 2011  | Thierry Solère | 3 214        | 45,93        | 1er          | 4 294       | 61,99       | 1er         |

#### Élections départementales

##### Canton de Boulogne-Billancourt-1
| Année | Candidat | Candidat                 | Candidat | Candidate | Candidate              | Candidate | Premier tour | Premier tour | Premier tour | Second tour | Second tour | Second tour |
| Année | Candidat | Candidat                 | Candidat | Candidate | Candidate              | Candidate | Voix         | %            | Rang         | Voix        | %           | Rang        |
| ----- | -------- | ------------------------ | -------- | --------- | ---------------------- | --------- | ------------ | ------------ | ------------ | ----------- | ----------- | ----------- |
| 2015  |          | Pierre-Christophe Baguet | UMP      |           | Armelle Gendarme       | UDI       | 12 029       | 64,96        | 1er          |             |             |             |
| 2021  |          | Pierre-Christophe Baguet | LR       |           | Marie-Noëlle de Charoy | UDI       | 7 848        | 53,30        | 1er          | 9 683       | 64,46       | 1er         |

##### Canton de Boulogne-Billancourt-2
| Année | Candidat | Candidat                | Candidat | Candidate | Candidate         | Candidate | Premier tour | Premier tour | Premier tour | Second tour | Second tour | Second tour |
| Année | Candidat | Candidat                | Candidat | Candidate | Candidate         | Candidate | Voix         | %            | Rang         | Voix        | %           | Rang        |
| ----- | -------- | ----------------------- | -------- | --------- | ----------------- | --------- | ------------ | ------------ | ------------ | ----------- | ----------- | ----------- |
| 2015  |          | Grégoire de la Roncière | DVD      |           | Marie-Laure Godin | UMP       | 9 475        | 51,21        | 1er          | 10 705      | 65,85       | 1er         |
| 2021  |          | Grégoire de la Roncière | DVD      |           | Marie-Laure Godin | LR        | 6 848        | 45,68        | 1er          | 9 789       | 62,76       | 1er         |

### Front national puis Rassemblement national

#### Élections législatives
| Année                                                                         | Candidat           | Premier tour | Premier tour | Premier tour | Second tour | Second tour | Second tour |
| Année                                                                         | Candidat           | Voix         | %            | Rang         | Voix        | %           | Rang        |
| ----------------------------------------------------------------------------- | ------------------ | ------------ | ------------ | ------------ | ----------- | ----------- | ----------- |
| 1978                                                                          | Didier Coulais     | 940          | 1,88         | 6e           |             |             |             |
| 1981                                                                          |                    |              |              |              |             |             |             |
| 1986                                                                          | Scrutin de liste   | 4 723        | 10,35        | 4e           |             |             |             |
| Passage de la dixième à la neuvième circonscription des Hauts-de-Seine (1988) |                    |              |              |              |             |             |             |
| 1988                                                                          | Hubert de Rouge    | 3 104        | 8,77         | 3e           |             |             |             |
| 1993                                                                          | Jean Allard        | 3 878        | 11,11        | 3e           |             |             |             |
| 1997                                                                          | Olivier Pichon     | 3 405        | 10,18        | 4e           |             |             |             |
| 2002                                                                          | Éric du Reau       | 2 277        | 6,32         | 3e           |             |             |             |
| 2007                                                                          | Éric du Reau       | 854          | 2,26         | 5e           |             |             |             |
| 2012                                                                          | Julien Dufour      | 1 908        | 5,29         | 4e           |             |             |             |
| 2017                                                                          | Nina Smarandi      | 1 081        | 3,21         | 5e           |             |             |             |
| 2022                                                                          | Nathalie Gaudé     | 1 507        | 4,28         | 6e           |             |             |             |
| 2024                                                                          | Julia Carrasco     | 6 528        | 13,93        | 4e           |             |             |             |
| 2025                                                                          | Matteo Giammarresi | 1 691        | 8,71         | 5e           |             |             |             |

#### Élections municipales
| Année | Tête de liste | 1er tour | 1er tour | 1er tour | 2d tour | 2d tour | 2d tour | Sièges obtenus |
| Année | Tête de liste | Voix     | %        | Rang     | Voix    | %       | Rang    | Sièges obtenus |
| ----- | ------------- | -------- | -------- | -------- | ------- | ------- | ------- | -------------- |
| 2001  | Éric du Reau  | 1 313    | 4,57     | 4e       |         |         |         | 0 / 55         |
| 2008  |               |          |          |          |         |         |         | 0 / 55         |
| 2014  | Julien Dufour | 2 378    | 6,19     | 4e       |         |         |         | 0 / 55         |
| 2020  |               |          |          |          |         |         |         | 0 / 55         |

#### Élections cantonales

##### Canton de Boulogne-Billancourt-sud
| Année | Candidat     | Premier tour | Premier tour | Premier tour | Second tour | Second tour | Second tour |
| Année | Candidat     | Voix         | %            | Rang         | Voix        | %           | Rang        |
| ----- | ------------ | ------------ | ------------ | ------------ | ----------- | ----------- | ----------- |
| 1988  | -            | 874          | 10,87        | 3e           |             |             |             |
| 1994  | Jean Allard  | 1 073        | 10,04        | 5e           |             |             |             |
| 2001  | Éric du Reau | 690          | 6,49         | 4e           |             |             |             |
| 2008  | Jean Allard  | 464          | 3,63         | 5e           |             |             |             |

##### Canton de Boulogne-Billancourt-Nord-Est
| Année | Candidat         | Premier tour | Premier tour | Premier tour | Second tour | Second tour | Second tour |
| Année | Candidat         | Voix         | %            | Rang         | Voix        | %           | Rang        |
| ----- | ---------------- | ------------ | ------------ | ------------ | ----------- | ----------- | ----------- |
| 1988  | -                | 440          | 6,95         | 4e           |             |             |             |
| 1994  | Alain Vauthier   | 770          | 11,25        | 4e           |             |             |             |
| 2001  | Franck Landouc’h | 317          | 4,37         | 5e           |             |             |             |
| 2008  | Éric du Reau     | 440          | 3,79         | 4e           |             |             |             |

##### Canton de Boulogne-Billancourt-Nord-Ouest
| Année | Candidat       | Premier tour | Premier tour | Premier tour | Second tour | Second tour | Second tour |
| Année | Candidat       | Voix         | %            | Rang         | Voix        | %           | Rang        |
| ----- | -------------- | ------------ | ------------ | ------------ | ----------- | ----------- | ----------- |
| 1992  | Alain Vauthier | 1 543        | 13,06        | 3e           |             |             |             |
| 1998  | Olivier Pichon | 1 216        | 11,91        | 3e           |             |             |             |
| 2004  | Éric du Reau   | 890          | 7,31         | 4e           |             |             |             |
| 2011  | Jean Allard    | 999          | 14,38        | 4e           |             |             |             |

#### Élections départementales

##### Canton de Boulogne-Billancourt-1
| Année | Candidat | Candidat        | Candidat | Candidate | Candidate      | Candidate | Premier tour | Premier tour | Premier tour | Second tour | Second tour | Second tour |
| Année | Candidat | Candidat        | Candidat | Candidate | Candidate      | Candidate | Voix         | %            | Rang         | Voix        | %           | Rang        |
| ----- | -------- | --------------- | -------- | --------- | -------------- | --------- | ------------ | ------------ | ------------ | ----------- | ----------- | ----------- |
| 2015  |          | Rémy Dor        | FN       |           | Mireille Brion | FN        | 2 011        | 10,86        | 3e           |             |             |             |
| 2021  |          | Bruno de Graeve | RN       |           | Carole Roussel | FN        | 843          | 5,72         | 4e           |             |             |             |

##### Canton de Boulogne-Billancourt-2
| Année | Candidat | Candidat        | Candidat | Candidate | Candidate        | Candidate | Premier tour | Premier tour | Premier tour | Second tour | Second tour | Second tour |
| Année | Candidat | Candidat        | Candidat | Candidate | Candidate        | Candidate | Voix         | %            | Rang         | Voix        | %           | Rang        |
| ----- | -------- | --------------- | -------- | --------- | ---------------- | --------- | ------------ | ------------ | ------------ | ----------- | ----------- | ----------- |
| 2015  |          | Julien Dufour   | FN       |           | Martine Pincemin | SIEL      | 2 292        | 12,39        | 3e           |             |             |             |
| 2021  |          | Philippe Millot | RN       |           | Cécile Guimault  | RN        | 1 200        | 8,00         | 5e           |             |             |             |